# Liste aller Gemeinden Nordrhein-Westfalens F–K

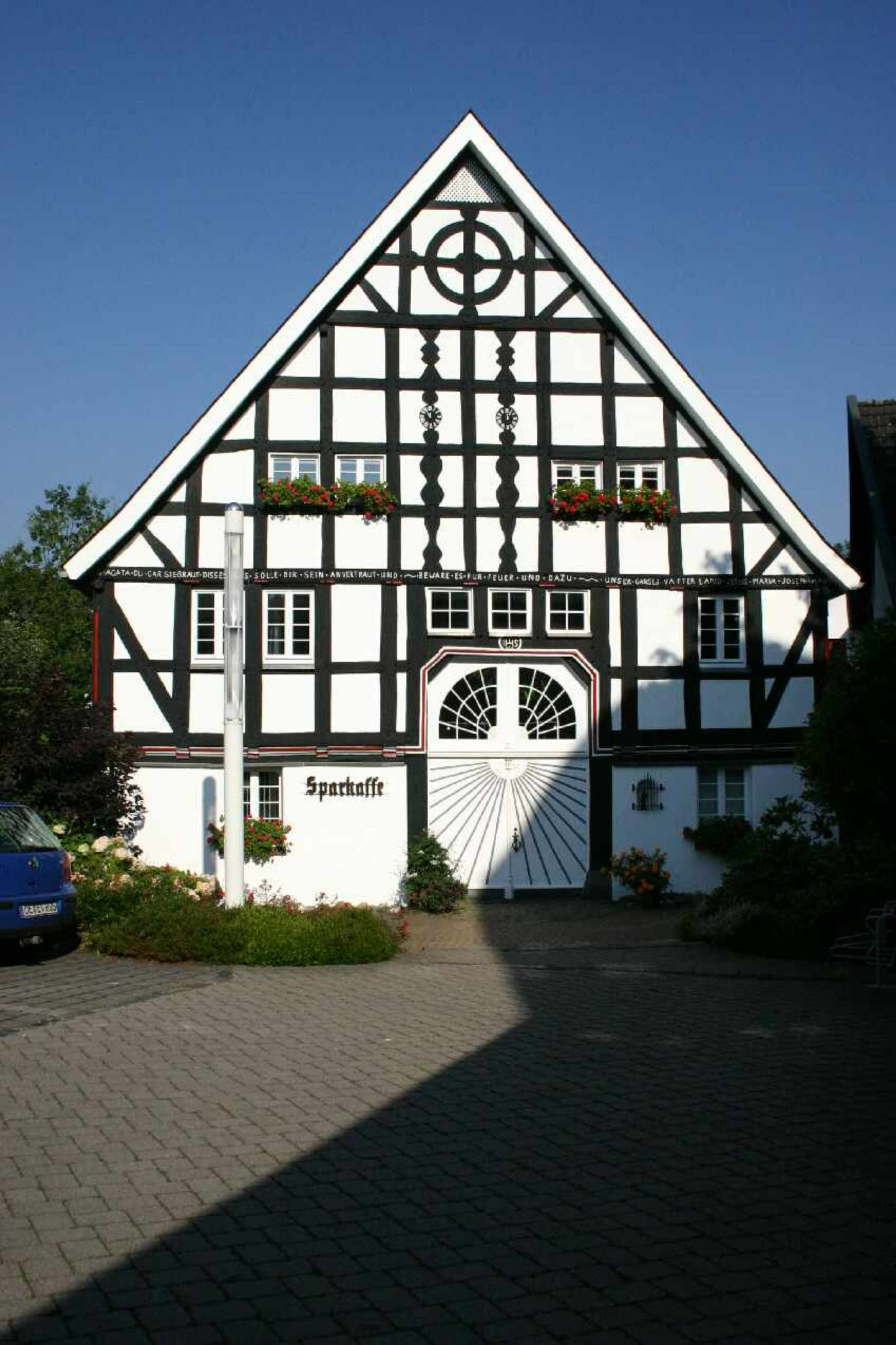
Fachwerkhaus in Lenhausen, Gemeinde Finnentrop

Diese Liste enthält alle Gemeinden Nordrhein-Westfalens mit ihren Gebietsveränderungen. Die Gemeinden des lippischen Landesteils werden erst ab ihrer Zugehörigkeit zum Land Nordrhein-Westfalen mit ihren Gebietsänderungen aufgeführt. Die derzeit existierenden selbstständigen Gemeinden werden farblich hervorgehoben. Die Gebiete, die ins Land Nordrhein-Westfalen wechselten, sind grün, diejenigen, die es verließen, rot unterlegt.

## Abkürzungen und Erläuterungen

### Abkürzungen
- A = Auflösung
- ÄB = Änderung der Zugehörigkeit zu einem Regierungsbezirk
Anmerkung: Der Wechsel der Zugehörigkeit vom Regierungsbezirk Minden-Lippe zum Regierungsbezirk Detmold (Namensänderung) wird nicht angegeben!
- AGS = Amtlicher Gemeindeschlüssel
- ÄK = Änderung der Kreiszugehörigkeit
- ÄL = Änderung der Landeszugehörigkeit
- ÄNr = Änderung der Amtlichen Gemeindeschlüsselnummer
- ÄS = Änderung der Staatszugehörigkeit
- B = Beitritt zum Land Nordrhein-Westfalen
- E = Eingliederung
- FB = Forstbezirk
- GA = Gebietsaustausch
- GB = Gutsbezirk
- GG = gemeindefreies Gebiet
- N = Neubildung
- NÄ = Namensänderung
- NÄK = Namensänderung des zugehörigen Kreises (Landkreises)
- TA = Ausgliederung eines Teils (Teilausgliederung)
- TE = Eingliederung eines Teils (Teileingliederung)
- TU = Umgliederung eines Teils (Teilumgliederung)
- U = Umgliederung
- grt = größtenteils
- t = teilweise

### Hochgestellte römische Zahlen
Wenn es mehrere Gemeinden mit demselben Namen gibt, werden diese in der Liste mit Hilfe hochgestellter römischer Zahlen unterschieden.

### Hinweis zum Amtlichen Gemeindeschlüssel
In den Tabellen werden die ersten beiden Ziffern 05 der Landeskennung für Nordrhein-Westfalen nicht angegeben.

## Bezeichnungen der Kreise und Landkreise
- Bei der Gründung des Landes Nordrhein-Westfalen hieß die Bezeichnung generell Kreis
- Seit dem 1. Oktober 1953 war die Bezeichnung Landkreis
- Seit dem 1. Oktober 1969 ist die einheitliche Bezeichnung wieder Kreis.
- Für Kreise/Landkreise wie z. B. den Ennepe-Ruhr-Kreis blieb die Bezeichnung einheitlich Kreis.

## Bezeichnungen der kreisfreien Städte und Stadtkreise
- Bis zum 30. September 1953 handelte es sich um einen Stadtkreis.
- Ab dem 1. Oktober 1953 ist die Bezeichnung kreisfreie Stadt.

## Liste

### F
| Gemeinde                     | AGS           | Datum | Kreiszugehörigkeit; Maßnahme |
| ---------------------------- | ------------- | --- | --- |
| Fabbenstedt                  | 7 38 212      | 23.08.1946 | B; Kreis, bis 1969 Landkreis Lübbecke |
| Fabbenstedt                  | 7 38 212      | 01.06.1957 | TA > Espelkamp |
| Fabbenstedt                  | 7 38 212      | 01.01.1966 | TA > Espelkamp |
| Fabbenstedt                  | 7 38 212      | 01.01.1973 | A > Espelkamp |
| Falkendiek                   | 7 35 416      | 23.08.1946 | B; Landkreis Herford |
| Falkendiek                   | 7 35 416      | 01.01.1969 | A > Herford |
| Falkenhagen                  | 7 33 131      | 21.01.1947 | ÄL < Lippe; Landkreis, ab dem 01.10.1969 Kreis Detmold |
| Falkenhagen                  | 7 33 131      | ca. Ende 1967 | E < Forstbezirk Falkenhagen |
| Falkenhagen                  | 7 33 131      | 01.01.1970 | A > Lügde |
| Falkenhagen, Forstbezirk     |               | | → Forstbezirk Falkenhagen |
| Fellinghausen                | 8 39 416      | 23.08.1946 | B; Landkreis Siegen |
| Fellinghausen                | 8 39 416      | 01.12.1953 | TA > Kreuztal |
| Fellinghausen                | 8 39 416      | 01.01.1969 | A > Kreuztal |
| Ferndorf                     | 8 39 417      | 23.08.1946 | B; Landkreis Siegen |
| Ferndorf                     | 8 39 417      | 01.01.1969 | A > Kreuztal |
| Feudingen                    | 8 42 415      | 23.08.1946 | B; Kreis, bis 1969 Landkreis Wittgenstein |
| Feudingen                    | 8 42 415      | 01.01.1975 | A > Laasphe |
| Feuersbach                   | 8 39 721      | 23.08.1946 | B; Landkreis Siegen |
| Feuersbach                   | 8 39 721      | 01.01.1969 | A > Siegen |
| Finnentrop                   | 8 38 113      | 01.07.1969 | N < Attendorn-Land (t), Helden (t), Oedingen (t), Schliprüthen und Schönholthausen; Kreis, bis zum 30.09.1969 Landkreis Olpe                                                                                    |
| Finnentrop                   | 9 66 012      | 01.01.1975 | TE < Endorf; TA > Eslohe (Sauerland) (aus Schliprüthen) und Sundern (Sauerland) (aus Schliprüthen) |
| Fischelbach                  | 8 42 416      | 23.08.1946 | B; Kreis, bis 1969 Landkreis Wittgenstein |
| Fischelbach                  | 8 42 416      | 01.01.1975 | A > Laasphe |
| Flaesheim                    | 6 37 213      | 23.08.1946 | B; Kreis, bis 1969 Landkreis Recklinghausen |
| Flaesheim                    | 6 37 117      | 01.01.1965 | ÄNr |
| Flaesheim                    | 6 37 117      | 01.01.1975 | A > Haltern |
| Flamersheim                  | 3 33 512      | 23.08.1946 | B; Landkreis Euskirchen |
| Flamersheim                  | 3 33 512      | 01.07.1969 | A > Euskirchen |
| Flammersbach                 | 8 39 722      | 23.08.1946 | B; Landkreis Siegen |
| Flammersbach                 | 8 39 722      | 01.01.1969 | A > Wilnsdorf |
| Fleckenberg                  | 8 37 611      | 23.08.1946 | B; Kreis, bis 1969 Landkreis Meschede |
| Fleckenberg                  | 8 37 611      | 01.01.1975 | A > Schmallenberg |
| Flerke                       | 8 40 226      | 23.08.1946 | B; Landkreis Soest |
| Flerke                       | 8 40 226      | 01.07.1969 | A > Welver |
| Flerzheim                    | 3 32 611      | 23.08.1946 | B; Landkreis Bonn |
| Flerzheim                    | 3 32 611      | 01.08.1969 | A > Rheinbach |
| Flierich                     | 9 41 415      | 23.08.1946 | B; Landkreis Unna |
| Flierich                     | 9 41 415      | 01.01.1968 | A > Bönen |
| Floisdorf                    | 4 36 614      | 23.08.1946 | B; Landkreis Schleiden |
| Floisdorf                    | 4 36 614      | 01.07.1969 | A > Mechernich |
| Floßdorf                     | 4 34 515      | 23.08.1946 | B; Kreis, bis 1969 Landkreis Jülich |
| Floßdorf                     | 4 34 515      | 01.01.1972 | A > Linnich |
| Flüren                       | 1 38 613      | 23.08.1946 | B; Landkreis Rees |
| Flüren                       | 1 38 613      | 01.07.1969 | A > Wesel |
| Fölsen                       | 7 41 414      | 23.08.1946 | B; Kreis, bis 1969 Landkreis Warburg |
| Fölsen                       | 7 41 414      | 01.01.1975 | A > Willebadessen |
| Forstbezirk Berlebeck        |               | 21.01.1947 | ÄL < Lippe; Landkreis Detmold |
| Forstbezirk Berlebeck        | ca. Ende 1967 | A > Berlebeck | |
| Forstbezirk Falkenhagen      |               | 21.01.1947 | ÄL < Lippe; Landkreis Detmold |
| Forstbezirk Falkenhagen      | ca. Ende 1967 | A > Falkenhagen | |
| Forstbezirk Hiddesen         |               | 21.01.1947 | ÄL < Lippe; Landkreis Detmold |
| Forstbezirk Hiddesen         | ca. Ende 1967 | A > Hiddesen | |
| Forstbezirk Horn             |               | 21.01.1947 | ÄL < Lippe; Landkreis Detmold |
| Forstbezirk Horn             | ca. Ende 1967 | A > Horn | |
| Forstbezirk Langenholzhausen |               | 21.01.1947 | ÄL < Lippe; Landkreis Lemgo |
| Forstbezirk Langenholzhausen | 01.07.1966    | TA > Asendorf, Bentorf, Erder, Heidelbeck, Hohenhausen, Kalldorf, Langenholzhausen, Laßbruch, Matorf, Osterhagen, Silixen, Stemmen und Varenholz | |
| Forstbezirk Langenholzhausen | ca. Ende 1967 | A > Langenholzhausen | |
| Forstbezirk Schieder         |               | 21.01.1947 | ÄL < Lippe; Landkreis Detmold |
| Forstbezirk Schieder         | ca. Ende 1967 | A > Schieder | |
| Frauenberg                   | 3 33 214      | 23.08.1946 | B; Landkreis Euskirchen |
| Frauenberg                   | 3 33 214      | 01.07.1969 | A > Euskirchen |
| Frauwüllesheim               | 4 32 854      | 23.08.1946 | B; Landkreis Düren |
| Frauwüllesheim               | 4 32 854      | 01.01.1969 | A > Nörvenich |
| Frechen                      | 3 34 112      | 23.08.1946 | B; Kreis, bis 1969 Landkreis Köln |
| Frechen                      | 3 62 024      | 01.01.1975 | TE < Brauweiler, LövenichII und Türnich; TA > Hürth und Köln; ÄK > Erftkreis |
| Frechen                      | 3 62 024      | 01.11.2003 | NÄK > Rhein-Erft-Kreis |
| Freckenhorst                 | 5 40 312      | 23.08.1946 | B; Kreis, bis 1969 Landkreis Warendorf |
| Freckenhorst                 | 5 40 312      | 01.01.1964 | TE < Kirchspiel Freckenhorst |
| Freckenhorst                 | 5 40 114      | 01.01.1969 | E < Kirchspiel Freckenhorst |
| Freckenhorst                 | 5 40 114      | 01.07.1969 | E < Hoetmar |
| Freckenhorst                 | 5 40 114      | 01.01.1975 | A > Warendorf |
| Freckenhorst, Kirchspiel     |               | | → Kirchspiel Freckenhorst |
| Fredeburg                    | 8 37 416      | 23.08.1946 | B; Kreis, bis 1969 Landkreis Meschede |
| Fredeburg                    | 8 37 416      | 01.01.1975 | A > Schmallenberg |
| Freialdenhoven               | 4 34 214      | 23.08.1946 | B; Kreis, bis 1969 Landkreis Jülich |
| Freialdenhoven               | 4 34 214      | 01.01.1972 | A > Aldenhoven |
| Freienohl                    | 8 32 313      | 23.08.1946 | B; Landkreis Arnsberg |
| Freienohl                    | 8 32 313      | ? | NÄ > Freienohl (Sauerland) |
| Freienohl (Sauerland)        | 8 32 313      | ? | NÄ < Freienohl; Kreis, bis 1969 Landkreis Arnsberg |
| Freienohl (Sauerland)        | 8 32 313      | 01.01.1975 | A > Arnsberg und Meschede, Stadt (grt) |
| Freiheit Affeln              | 8 32 211      | 23.08.1946 | B; Kreis, bis 1969 Landkreis Arnsberg |
| Freiheit Affeln              | 8 32 211      | 01.01.1975 | A > Neuenrade |
| Freiheit Bödefeld            | 8 37 412      | 23.08.1946 | B; Kreis, bis 1969 Landkreis Meschede |
| Freiheit Bödefeld            | 8 37 412      | 01.01.1975 | A > Schmallenberg |
| Freilingen                   | 4 36 216      | 23.08.1946 | B; Landkreis Schleiden |
| Freilingen                   | 4 36 216      | 01.07.1969 | A > Blankenheim |
| Freiske                      | 9 41 416      | 23.08.1946 | B; Landkreis Unna |
| Freiske                      | 9 41 416      | 01.01.1968 | A > Rhynern |
| Frenz                        | 4 32 611      | 23.08.1946 | B; Kreis, bis 1969 Landkreis Düren |
| Frenz                        | 4 32 611      | 01.01.1972 | A > Inden (grt) und Langerwehe |
| Freudenberg                  | 8 39 516      | 23.08.1946 | B; Kreis, bis 1969 Landkreis Siegen |
| Freudenberg                  | 8 39 116      | 01.01.1969 | E < Alchen, Bottenberg, Bühl, Büschergrund, Dirlenbach, Heisberg, Hohenhain, Lindenberg, Mausbach, Niederheuslingen, Niederholzklau, Niederndorf, Oberfischbach, Oberheuslingen, Oberholzklau und Plittershagen |
| Freudenberg                  | 9 70 016      | 01.01.1975 | ÄNr |
| Freudenberg                  | 9 70 016      | 01.01.1984 | NÄK > Kreis Siegen-Wittgenstein |
| Friedewalde                  | 7 39 513      | 23.08.1946 | B; Kreis, bis 1969 Landkreis Minden |
| Friedewalde                  | 7 39 513      | 01.01.1973 | A > Petershagen |
| Friedrichsdorf               | 7 42 212      | 23.08.1946 | B; Landkreis, ab dem 01.10.1969 Kreis Wiedenbrück |
| Friedrichsdorf               | 7 42 212      | 01.06.1951 | TE < Avenwedde |
| Friedrichsdorf               | 7 42 212      | 01.01.1970 | A > Gütersloh |
| Frielinghausen               | 9 41 417      | 23.08.1946 | B; Landkreis Unna |
| Frielinghausen               | 9 41 417      | 01.01.1968 | A > UentropII |
| Friesheim                    | 3 33 312      | 23.08.1946 | B; Landkreis Euskirchen |
| Friesheim                    | 3 33 312      | 01.07.1969 | A > Erftstadt |
| Frille                       | 7 39 715      | 23.08.1946 | B; Kreis, bis 1969 Landkreis Minden |
| Frille                       | 7 39 715      | 01.10.1971 | ÄL < Niedersachsen (U < Frille, TU < gemeindefreies Gebiet Baum und Cammer, Landkreis Schaumburg-Lippe, Regierungsbezirk Hannover)                                                                              |
| Frille                       | 7 39 715      | 01.01.1973 | A > Petershagen |
| Frimmersdorf                 | 1 34 411      | 23.08.1946 | B; Landkreis Grevenbroich |
| Frimmersdorf                 | 1 34 129      | 01.07.1969 | E < Neurath |
| Frimmersdorf                 | 1 34 129      | 01.01.1975 | A > Grevenbroich |
| Fritzdorf                    | 3 32 515      | 23.08.1946 | B; Landkreis Bonn |
| Fritzdorf                    | 3 32 515      | 01.08.1969 | A > Wachtberg |
| Frixheim-Anstel              | 1 34 851      | 23.08.1946 | B; Kreis, bis 1969 Landkreis Grevenbroich |
| Frixheim-Anstel              | 1 34 851      | 01.01.1975 | A > Rommerskirchen |
| Frohngau                     | 4 36 954      | 23.08.1946 | B; Kreis, bis 1969 Landkreis Schleiden |
| Frohngau                     | 4 36 954      | 01.07.1969 | A > Nettersheim |
| FrohnhausenI                 | 8 39 723      | 23.08.1946 | B; Landkreis Siegen |
| FrohnhausenI                 | 8 39 723      | 01.01.1969 | A > Netphen |
| FrohnhausenII                | 9 41 217      | 23.08.1946 | B; Landkreis Unna |
| FrohnhausenII                | 9 41 217      | 01.01.1968 | A > Fröndenberg |
| FrohnhausenIII               | 7 41 314      | 23.08.1946 | B; Kreis, bis 1969 Landkreis Warburg |
| FrohnhausenIII               | 7 41 314      | 01.01.1975 | A > Brakel |
| Froitzheim                   | 4 32 952      | 23.08.1946 | B; Landkreis Düren |
| Froitzheim                   | 4 32 952      | 01.07.1969 | A > Vettweiß |
| Frömern                      | 9 41 218      | 23.08.1946 | B; Landkreis Unna |
| Frömern                      | 9 41 218      | 01.01.1968 | A > Fröndenberg |
| Fromhausen                   | 7 33 132      | 21.01.1947 | ÄL < Lippe; Landkreis, ab dem 01.10.1969 Kreis Detmold |
| Fromhausen                   | 7 33 132      | 01.01.1970 | A > Bad Meinberg-Horn |
| Fröndenberg                  | 9 41 219      | 23.08.1946 | B; Kreis, bis 1969 Landkreis Unna |
| Fröndenberg                  | II9 41 114II  | 01.01.1968 | E < AltendorfIII, Bausenhagen, FrohnhausenII, Frömern, Langschede, Neimen, Ostbüren, Stentrop, Strickherdicke und Warmen                                                                                        |
| Fröndenberg                  | II9 41 114II  | 01.07.1969 | TE < Bentrop |
| Fröndenberg                  | 9 78 012      | 01.01.1975 | ÄKr |
| Fröndenberg                  | 9 78 012      | 01.06.2003 | NÄ > Fröndenberg/Ruhr |
| Fröndenberg/Ruhr             | 9 78 012      | 01.06.2003 | NÄ < Fröndenberg; Kreis Unna |
| Frönsberg                    | 8 35 314      | 23.08.1946 | B; Kreis, bis 1969 Landkreis Iserlohn |
| Frönsberg                    | 8 35 314      | 01.01.1975 | A > Hemer |
| Frotheim                     | 7 38 412      | 23.08.1946 | B; Kreis, bis 1969 Landkreis Lübbecke |
| Frotheim                     | 7 38 412      | 01.04.1955 | TE < Isenstedt |
| Frotheim                     | 7 38 412      | 01.01.1966 | TA > Espelkamp |
| Frotheim                     | 7 38 412      | 01.01.1973 | A > Espelkamp (grt) und Lübbecke |
| Füchtorf                     | 5 40 612      | 23.08.1946 | B; Landkreis Warendorf |
| Füchtorf                     | 5 40 612      | 01.07.1969 | A > Sassenberg |
| Fürstenau                    | 7 36 515      | 23.08.1946 | B; Landkreis, ab dem 01.10.1969 Kreis Höxter |
| Fürstenau                    | 7 36 515      | 01.01.1970 | A > Höxter |
| Fürstenberg                  | 7 32 623      | 23.08.1946 | B; Kreis, bis 1969 Landkreis Büren |
| Fürstenberg                  | 7 32 623      | 01.01.1975 | A > Marsberg und Wünnenberg (grt) |
| Füssenich                    | 4 32 953      | 23.08.1946 | B; Kreis, bis 1969 Landkreis Düren |
| Füssenich                    | 4 32 953      | 01.07.1969 | E < Geich und Juntersdorf |
| Füssenich                    | 4 32 953      | 01.01.1972 | A > Zülpich |

### G
| Gemeinde                                | AGS            | Datum | Kreiszugehörigkeit; Maßnahme |
| --------------------------------------- | -------------- | --- | --- |
| Gadderbaum                              | 7 31 112       | 23.08.1946 | B; Kreis, bis 1969 Landkreis Bielefeld |
| Gadderbaum                              | 7 31 112       | 01.01.1973 | A > Bielefeld |
| Gahlen                                  | 2 31 211       | 23.08.1946 | B; Kreis, bis 1969 Landkreis Rees |
| Gahlen                                  | 2 31 211       | 01.01.1975 | A > Dorsten und Schermbeck (grt) |
| Gangelt                                 | 4 37 412       | 23.08.1946 | B; Landkreis Geilenkirchen-Heinsberg |
| Gangelt                                 | 4 37 412       | 1951 | NÄK > Selfkantkreis Geilenkirchen-Heinsberg |
| Gangelt                                 | 4 37 412       | 01.01.1963 | TA > Breberen-Schümm |
| Gangelt                                 | 4 37 117       | 01.07.1969 | E < Birgden, Breberen-Schümm und Schierwaldenrath |
| Gangelt                                 | 4 33 116       | 01.01.1972 | ÄK > Kreis Heinsberg |
| Gangelt                                 | 3 40 112       | 01.08.1972 | ÄB > Regierungsbezirk Köln |
| Gangelt                                 | 3 70 008       | 01.01.1975 | ÄNr |
| Garbeck                                 | 8 32 218       | 23.08.1946 | B; Kreis, bis 1969 Landkreis Arnsberg |
| Garbeck                                 | 8 32 218       | 01.01.1975 | A > Balve (grt) und Hemer |
| Garenfeld                               | 9 35 511       | 23.08.1946 | B; Kreis, bis 1969 Landkreis Iserlohn |
| Garenfeld                               | 9 35 511       | 01.01.1975 | A > Dortmund und HagenI (grt) |
| Garfeln                                 | 7 32 514       | 23.08.1946 | B; Kreis, bis 1969 Landkreis Büren |
| Garfeln                                 | 7 32 514       | 01.01.1975 | A > Lippstadt |
| Gartnisch                               | 7 34 316       | 23.08.1946 | B; Landkreis Halle (Westfalen) |
| Gartnisch                               | 7 34 316       | 01.10.1956 | TA > Halle (Westfalen) |
| Gartnisch                               | 7 34 316       | 01.07.1969 | A > Halle (Westfalen) |
| Gartrop-Bühl                            | 2 31 212       | 23.08.1946 | B; Kreis, bis 1969 Landkreis Rees |
| Gartrop-Bühl                            | 2 31 212       | 01.01.1975 | A > Hünxe |
| Garzweiler                              | 1 34 117       | 23.08.1946 | B; Kreis, bis 1969 Landkreis Grevenbroich |
| Garzweiler                              | 1 34 117       | 01.08.1964 | TE < Elfgen |
| Garzweiler                              | 1 34 117       | 01.01.1972 | TA > Titz |
| Garzweiler                              | 1 34 117       | 01.01.1975 | A > Jüchen |
| Gehlenbeck                              | 7 38 413       | 23.08.1946 | B; Kreis, bis 1969 Landkreis Lübbecke |
| Gehlenbeck                              | 7 38 413       | 01.01.1973 | A > Lübbecke |
| Gehrden                                 | 7 41 315       | 23.08.1946 | B; Kreis, bis 1969 Landkreis Warburg |
| Gehrden                                 | 7 41 315       | 01.01.1975 | A > Brakel |
| Geich                                   | 4 32 954       | 23.08.1946 | B; Landkreis Düren |
| Geich                                   | 4 32 954       | 01.07.1969 | A > Füssenich |
| Geich-Obergeich                         | 4 32 412       | 23.08.1946 | B; Kreis, bis 1969 Landkreis Düren |
| Geich-Obergeich                         | 4 32 412       | 01.01.1972 | A > Langerwehe |
| Geilenkirchen                           | 4 37 111       | 23.08.1946 | B; Landkreis Geilenkirchen-Heinsberg |
| Geilenkirchen                           | 4 37 111       | 1951 | NÄK > Selfkantkreis Geilenkirchen-Heinsberg |
| Geilenkirchen                           | 4 33 117       | 01.01.1972 | E < Beeck, Immendorf, Lindern, Süggerath und Teveren; TE < Randerath und Würm; ÄK > Kreis Heinsberg                                                  |
| Geilenkirchen                           | 3 40 113       | 01.08.1972 | ÄB > Regierungsbezirk Köln |
| Geilenkirchen                           | 3 70 012       | 01.01.1975 | ÄNr |
| Geisecke                                | 9 35 512       | 23.08.1946 | B; Kreis, bis 1969 Landkreis Iserlohn |
| Geisecke                                | 9 35 512       | 01.01.1975 | A > Schwerte |
| Geisweid                                | b8 39 815b     | 23.08.1946 | B; Landkreis Siegen als Klafeld |
| Geisweid                                | b8 39 815b     | 11.06.1963 | NÄ < Klafeld |
| Geisweid                                | b8 39 815b     | 01.07.1966 | A > Hüttental |
| Geldern                                 | 2 33 111       | 23.08.1946 | B; Kreis, bis 1969 Landkreis Geldern |
| Geldern                                 | 2 33 111       | 01.07.1969 | E < KapellenI, Pont, Veert und Walbeck; TE < Nieukerk und Vernum (grt)                                                                               |
| Geldern                                 | 1 54 012       | 01.01.1975 | ÄK > Kreis Kleve |
| Gelsenkirchen                           | 6 13 000       | 23.08.1946 | B; kreisfreie Stadt, bis 1953 Stadtkreis Gelsenkirchen                                                                                               |
| Gelsenkirchen                           | 5 13 000       | 01.01.1975 | TE < Altendorf-Ulfkotte |
| Gelsenkirchen                           | 5 13 000       | 01.01.1981 | GA < > Gladbeck |
| Gemen                                   | 5 33 212       | 23.08.1946 | B; Landkreis Borken |
| Gemen                                   | 5 33 212       | 01.07.1969 | A > Borken |
| Gemen, Kirchspiel                       |                | | → Kirchspiel Gemen |
| Gemünd                                  | 4 36 111       | 23.08.1946 | B; Kreis, bis 1969 Landkreis Schleiden |
| Gemünd                                  | 4 36 111       | 01.01.1972 | A > Kall, Mechernich, Nideggen und SchleidenI (grt)                                                                                                  |
| Gennebreck                              | 9 34 411       | 23.08.1946 | B; Ennepe-Ruhr-Kreis |
| Gennebreck                              | 9 34 411       | 01.01.1970 | A > Sprockhövel |
| Gerderath                               | 4 33 311       | 23.08.1946 | B; Kreis, bis 1969 Landkreis Erkelenz |
| Gerderath                               | 4 33 311       | 01.01.1972 | A > Erkelenz (grt) und Wassenberg |
| Gereonsweiler                           | 4 34 613       | 23.08.1946 | B; Landkreis Jülich |
| Gereonsweiler                           | 4 34 613       | 01.07.1969 | A > Linnich |
| Gerlingen                               | 8 40 315       | 23.08.1946 | B; Landkreis Soest |
| Gerlingen                               | 8 40 315       | 01.01.1958 | TE < Sieveringen |
| Gerlingen                               | 8 40 315       | 01.07.1969 | A > Ense |
| Germete                                 | 7 41 514       | 23.08.1946 | B; Kreis, bis 1969 Landkreis Warburg |
| Germete                                 | 7 41 514       | 01.01.1975 | A > Warburg |
| Gernsdorf                               | 8 39 724       | 23.08.1946 | B; Landkreis Siegen |
| Gernsdorf                               | 8 39 724       | 01.01.1969 | A > Wilnsdorf |
| Gescher                                 | 5 34 116       | 23.08.1946 | B; Kreis, bis 1969 Landkreis Coesfeld |
| Gescher                                 | 5 34 116       | 01.07.1969 | E < BürenII, Estern, Harwick, Tungerloh-Capellen und Tungerloh-Pröbsting                                                                             |
| Gescher                                 | 5 54 016       | 01.01.1975 | ÄK > Kreis Borken |
| Geseke                                  | 8 36 111       | 23.08.1946 | B; Kreis, bis 1969 Landkreis Lippstadt |
| Geseke                                  | 9 74 020       | 01.01.1975 | E < Bönninghausen, Ehringhausen, Eringerfeld, Mönninghausen und Störmede; TE < Bökenförde, Eikeloh, Ermsinghausen und Langeneicke; ÄK > Kreis Soest  |
| Getmold                                 | 7 38 714       | 23.08.1946 | B; Kreis, bis 1969 Landkreis Lübbecke |
| Getmold                                 | 7 38 714       | 01.01.1973 | A > Preußisch Oldendorf (grt) und Stemwede |
| Gevelinghausen                          | 8 37 212       | 23.08.1946 | B; Kreis, bis 1969 Landkreis Meschede |
| Gevelinghausen                          | 8 37 212       | 01.01.1975 | A > Bestwig und Olsberg (grt) |
| Gevelsberg                              | 9 34 113       | 23.08.1946 | B; Ennepe-Ruhr-Kreis |
| Gevelsberg                              | 9 34 113       | 01.01.1970 | TE < AsbeckIII, BergeII, Haßlinghausen, Linderhausen und Silschede                                                                                   |
| Gevelsberg                              | 9 54 012       | 01.01.1975 | ÄNr |
| Gevelsdorf                              | 4 34 811       | 23.08.1946 | B; Landkreis Jülich |
| Gevelsdorf                              | 4 34 811       | 01.07.1969 | A > Titz |
| Gevenich                                | 4 34 614       | 23.08.1946 | B; Landkreis Jülich |
| Gevenich                                | 4 34 614       | 01.07.1969 | A > Linnich |
| Gey                                     | 4 32 913       | 23.08.1946 | B; Landkreis Düren |
| Gey                                     | 4 32 913       | 01.07.1969 | A > Hürtgenwald |
| Geyen                                   | 3 34 211       | 23.08.1946 | B; Landkreis Köln |
| Geyen                                   | 3 34 211       | 01.01.1964 | A > Brauweiler |
| Gielsdorf                               | 3 32 314       | 23.08.1946 | B; Landkreis Bonn |
| Gielsdorf                               | 3 32 314       | 01.08.1969 | A > Alfter |
| Giershagen                              | 8 33 515       | 23.08.1946 | B; Kreis, bis 1969 Landkreis Brilon |
| Giershagen                              | 8 33 515       | 01.01.1975 | A > Marsberg |
| Gilsbach                                | 8 39 213       | 23.08.1946 | B; Landkreis Siegen |
| Gilsbach                                | 8 39 213       | 01.01.1969 | A > Burbach |
| Gimborn                                 | I3 35 116I     | 23.08.1946 | B; Oberbergischer Kreis |
| Gimborn                                 | II3 35 112II   | 01.07.1969 | TA > Gummersbach |
| Gimborn                                 | II3 35 112II   | 01.01.1975 | A > Engelskirchen, Gummersbach (grt), Lindlar und Marienheide                                                                                        |
| Gimbte                                  | 5 36 112       | 23.08.1946 | B; Kreis, bis 1969 Landkreis Münster |
| Gimbte                                  | 5 36 112       | 01.01.1975 | A > Greven (grt) und Münster |
| Gimmersdorf                             | 3 32 712       | 23.08.1946 | B; Landkreis Bonn |
| Gimmersdorf                             | 3 32 712       | 01.08.1969 | A > Wachtberg |
| Ginnick                                 | 4 32 955       | 23.08.1946 | B; Landkreis Düren |
| Ginnick                                 | 4 32 955       | 01.07.1969 | A > Vettweiß |
| Girbelsrath                             | 4 32 713       | 23.08.1946 | B; Landkreis Düren |
| Girbelsrath                             | 4 32 713       | 01.07.1969 | A > MerzenichI |
| Girkhausen                              | 8 42 223       | 23.08.1946 | B; Kreis, bis 1969 Landkreis Wittgenstein |
| Girkhausen                              | 8 42 223       | 01.01.1965 | TE < Gutsbezirk Sayn-Wittgenstein-Berleburg |
| Girkhausen                              | 8 42 223       | 01.01.1975 | A > Bad Berleburg (grt) und Winterberg |
| Gladbach                                | 4 32 956       | 23.08.1946 | B; Landkreis Düren |
| Gladbach                                | 4 32 956       | 01.07.1969 | A > Müddersheim |
| Gladbeck                                | 5 14 000       | 23.08.1946 | B; kreisfreie Stadt, bis 1953 Stadtkreis Gladbeck |
| Gladbeck                                | 5 14 000       | 01.01.1975 | A > Bottrop |
| Gladbeck                                | 5 14 000       | 06.12.1975 | N < Bottrop (t); kreisfreie Stadt Gladbeck |
| Gladbeck                                | 5 62 014       | 01.07.1976 | ÄK > Kreis Recklinghausen |
| Gladbeck                                | 5 62 014       | 01.01.1981 | GA < > Gelsenkirchen |
| GlehnI                                  | 1 34 511       | 23.08.1946 | B; Kreis, bis 1969 Landkreis Grevenbroich |
| GlehnI                                  | 1 34 511       | 01.01.1975 | A > Grevenbroich und Korschenbroich (grt) |
| GlehnII                                 | 4 36 615       | 23.08.1946 | B; Landkreis Schleiden |
| GlehnII                                 | 4 36 615       | 01.07.1969 | A > Mechernich |
| Glesch                                  | 3 31 312       | 23.08.1946 | B; Kreis, bis 1969 Landkreis Bergheim (Erft) |
| Glesch                                  | 3 31 312       | 01.01.1975 | A > Bedburg und BergheimII (grt) |
| Glimbach                                | 4 34 615       | 23.08.1946 | B; Landkreis Jülich |
| Glimbach                                | 4 34 615       | 01.07.1969 | A > Linnich |
| Goch                                    | I1 36 111I     | 23.08.1946 | B; Kreis, bis 1969 Landkreis Kleve |
| Goch                                    | II1 36 112II   | 01.07.1969 | E < Asperden, Hassum, Hommersum, Hülm, Kessel, Nierswalde und Pfalzdorf; TA > Bedburg-Hau                                                            |
| Goch                                    | 1 54 016       | 01.01.1975 | ÄNr |
| Godelheim                               | 7 36 516       | 23.08.1946 | B; Landkreis, ab dem 01.10.1969 Kreis Höxter |
| Godelheim                               | 7 36 516       | 01.01.1970 | A > Höxter |
| Gohfeld                                 | 7 35 611       | 23.08.1946 | B; Landkreis Herford |
| Gohfeld                                 | 7 35 611       | 01.01.1969 | A > Löhne |
| Gohr                                    | 1 34 911       | 23.08.1946 | B; Kreis, bis 1969 Landkreis Grevenbroich |
| Gohr                                    | 1 34 911       | 01.01.1975 | A > Dormagen |
| Golbach                                 | 4 36 711       | 23.08.1946 | B; Landkreis Schleiden |
| Golbach                                 | 4 36 711       | 01.07.1969 | A > Kall |
| Golkrath                                | 4 33 312       | 23.08.1946 | B; Kreis, bis 1969 Landkreis Erkelenz |
| Golkrath                                | 4 33 312       | 01.01.1972 | A > Erkelenz |
| Golzheim                                | 4 32 714       | 23.08.1946 | B; Landkreis Düren |
| Golzheim                                | 4 32 714       | 01.07.1969 | A > MerzenichI |
| Gorspen-Vahlsen                         | 7 39 716       | 23.08.1946 | B; Kreis, bis 1969 Landkreis Minden |
| Gorspen-Vahlsen                         | 7 39 716       | 01.01.1973 | A > Petershagen |
| Gosenbach                               | 8 39 312       | 23.08.1946 | B; Landkreis Siegen |
| Gosenbach                               | 8 39 312       | 01.07.1966 | A > Eiserfeld |
| Göstrup                                 | 7 37 137       | 21.01.1947 | ÄL < Lippe; Landkreis Lemgo |
| Göstrup                                 | 7 37 137       | 01.01.1969 | A > Extertal |
| Grafschaft                              | 8 37 612       | 23.08.1946 | B; Kreis, bis 1969 Landkreis Meschede |
| Grafschaft                              | 8 37 612       | 01.01.1975 | A > Schmallenberg |
| Granterath                              | 4 33 213       | 23.08.1946 | B; Kreis, bis 1969 Landkreis Erkelenz |
| Granterath                              | 4 33 213       | 01.01.1972 | A > Erkelenz |
| Grastrup-Hölsen                         | 7 37 138       | 21.01.1947 | ÄL < Lippe; Landkreis Lemgo |
| Grastrup-Hölsen                         | 7 37 138       | 01.01.1969 | A > Bad Salzuflen |
| Greffen                                 | 5 40 411       | 23.08.1946 | B; Kreis, bis 1969 Landkreis Warendorf |
| Greffen                                 | 5 40 411       | 01.01.1973 | A > Harsewinkel |
| Grefrath                                | 1 35 123       | 23.08.1946 | B; Kreis, bis 1969 Landkreis Kempen-Krefeld |
| Grefrath                                | II1 35 112II   | 01.01.1970 | E < Oedt; TE < Hinsbeck, Lobberich, Süchteln und Vorst; TA > Nettetal                                                                                |
| Grefrath                                | 1 66 008       | 01.01.1975 | ÄK > Kreis Viersen |
| Gressenich                              | 4 31 121       | 23.08.1946 | B; Kreis, bis 1969 Landkreis Aachen |
| Gressenich                              | 4 31 121       | 01.01.1972 | A > EschweilerI und Stolberg (Rheinland) (grt) |
| Greste                                  | 7 37 139       | 21.01.1947 | ÄL < Lippe; Landkreis Lemgo |
| Greste                                  | 7 37 139       | 01.01.1969 | A > Leopoldshöhe |
| Greven                                  | 5 36 111       | 23.08.1946 | B; Kreis, bis 1969 Landkreis Münster |
| Greven                                  | 5 36 111       | 10.08.1952 | E < Greven links der Ems und Greven rechts der Ems                                                                                                   |
| Greven                                  | 5 36 111       | 01.01.1964 | TE < Nordwalde |
| Greven                                  | 5 66 012       | 01.01.1975 | TE < Gimbte und Saerbeck; GA < > Ladbergen; TA > Emsdetten, Münster und Telgte                                                                       |
| Grevenbroich                            | 1 34 111       | 23.08.1946 | B; Kreis, bis 1969 Landkreis Grevenbroich |
| Grevenbroich                            | 1 34 111       | 01.08.1964 | TE < Elfgen |
| Grevenbroich                            | 1 62 008       | 01.01.1975 | E < Frimmersdorf, Gustorf, KapellenII, und Wevelinghoven; TE < Bedburdyck, GlehnI, Hemmerden und NeukirchenII; ÄK > Kreis Neuss                      |
| Grevenbroich                            | 1 62 008       | 01.07.2003 | NÄK > Rhein-Kreis Neuss |
| Grevenbrück                             | 8 38 312       | 23.08.1946 | B; Landkreis Olpe |
| Grevenbrück                             | 8 38 312       | 01.07.1969 | A > Attendorn und Lennestadt |
| Grevenhagen                             | 7 33 133       | 21.01.1947 | ÄL < Lippe; Landkreis, ab dem 01.10.1969 Kreis Detmold                                                                                               |
| Grevenhagen                             | 7 33 133       | 01.01.1970 | A > Steinheim |
| Greven links der Ems                    |                | 23.08.1946 | B; Landkreis Münster |
| Greven links der Ems                    | 10.08.1952     | A > Greven | |
| Greven rechts der Ems                   |                | 23.08.1946 | B; Landkreis Münster |
| Greven rechts der Ems                   | 10.08.1952     | A > Greven | |
| Grevenstein                             | 8 32 314       | 23.08.1946 | B; Kreis, bis 1969 Landkreis Arnsberg |
| Grevenstein                             | 8 32 314       | 01.01.1975 | A > Meschede, Stadt |
| Grieth                                  | 1 36 414       | 23.08.1946 | B; Landkreis Kleve |
| Grieth                                  | 1 36 414       | 01.04.1958 | TA > Grietherort |
| Grieth                                  | 1 36 414       | 01.07.1969 | A > KalkarII |
| Griethausen                             | 1 36 313       | 23.08.1946 | B; Landkreis Kleve |
| Griethausen                             | 1 36 313       | 01.07.1969 | A > Kleve |
| Grietherbusch                           | 1 38 813       | 23.08.1946 | B; Landkreis Rees |
| Grietherbusch                           | 1 38 813       | 01.07.1969 | A > Rees |
| Grietherort                             | 1 38 814       | 01.04.1958 | N < Grieth (t); Landkreis Rees |
| Grietherort                             | 1 38 814       | 01.07.1969 | A > Rees |
| Grimlinghausen                          | 8 33 221       | 23.08.1946 | B; Kreis, bis 1969 Landkreis Brilon |
| Grimlinghausen                          | 8 33 221       | 01.01.1975 | A > Bestwig (grt) und Olsberg |
| Grissenbach                             | 8 39 725       | 23.08.1946 | B; Landkreis Siegen |
| Grissenbach                             | 8 39 725       | 01.01.1969 | A > Netphen |
| Gröblingen                              | 5 40 613       | 23.08.1946 | B; Landkreis Warendorf |
| Gröblingen                              | 5 40 613       | 01.07.1969 | A > Sassenberg (grt) und Warendorf |
| Groin                                   | 1 38 311       | 23.08.1946 | B; Kreis, bis 1969 Landkreis Rees |
| Groin                                   | 1 38 311       | 01.01.1975 | A > Rees |
| Gronau (Westfalen)                      | 5 31 112       | 23.08.1946 | B; Kreis, bis 1969 Landkreis Ahaus |
| Gronau (Westfalen)                      | 5 54 020       | 01.01.1975 | E < Epe; ÄK > Kreis Borken |
| Grönebach                               | 8 33 613       | 23.08.1946 | B; Kreis, bis 1969 Landkreis Brilon |
| Grönebach                               | 8 33 613       | 01.01.1975 | A > Winterberg |
| Großbüllesheim                          | 3 33 513       | 23.08.1946 | B; Landkreis Euskirchen |
| Großbüllesheim                          | 3 33 513       | 01.07.1969 | A > Euskirchen |
| Großdornberg                            | 7 31 312       | 23.08.1946 | B; Kreis, bis 1969 Landkreis Bielefeld |
| Großdornberg                            | 7 31 312       | 01.01.1973 | A > Bielefeld |
| Großenbach                              | 8 42 417       | 23.08.1946 | B; Kreis, bis 1969 Landkreis Wittgenstein |
| Großenbach                              | 8 42 417       | 01.01.1975 | A > Laasphe |
| Großenbreden                            | 7 36 916       | 23.08.1946 | B; Landkreis, ab dem 01.10.1969 Kreis Höxter |
| Großenbreden                            | 7 36 916       | 01.01.1970 | A > Marienmünster |
| Großeneder                              | 7 41 216       | 23.08.1946 | B; Kreis, bis 1969 Landkreis Warburg |
| Großeneder                              | 7 41 216       | 01.01.1975 | A > Borgentreich |
| Großenheerse                            | 7 39 514       | 23.08.1946 | B; Kreis, bis 1969 Landkreis Minden |
| Großenheerse                            | 7 39 514       | 01.01.1973 | A > Petershagen |
| Großenmarpe                             | 7 33 134       | 21.01.1947 | ÄL < Lippe; Landkreis, ab dem 01.10.1969 Kreis Detmold                                                                                               |
| Großenmarpe                             | 7 33 134       | 01.01.1970 | A > Blomberg |
| Großhau                                 | 4 32 914       | 23.08.1946 | B; Landkreis Düren |
| Großhau                                 | 4 32 914       | 01.07.1969 | A > Hürtgenwald |
| Groß Reken                              | I5 33 311I     | 23.08.1946 | B; Landkreis Borken |
| Groß Reken                              | I5 33 311I     | 01.07.1969 | A > Reken |
| Gruiten                                 | 1 32 311       | 23.08.1946 | B; Kreis, bis 1969 Landkreis Düsseldorf-Mettmann |
| Gruiten                                 | 1 32 311       | 01.01.1975 | A > Haan |
| Grund                                   | 8 39 613       | 23.08.1946 | B; Landkreis Siegen |
| Grund                                   | 8 39 613       | 01.01.1969 | A > Hilchenbach |
| Grundsteinheim                          | 7 32 413       | 23.08.1946 | B; Kreis, bis 1969 Landkreis Büren |
| Grundsteinheim                          | 7 32 413       | 01.01.1975 | A > Lichtenau |
| Grütlohn                                | 5 33 512       | 23.08.1946 | B; Landkreis Borken |
| Grütlohn                                | 5 33 512       | 01.07.1969 | A > Borken |
| Gummersbach                             | I3 35 112I     | 23.08.1946 | B; Oberbergischer Kreis |
| Gummersbach                             | II3 35 113II   | 01.07.1969 | TE < Bielstein, Denklingen, Gimborn, Lieberhausen, Marienheide und Wiehl; GA < > Bergneustadt; TA > Ründeroth                                        |
| Gummersbach                             | 3 74 012       | 01.01.1975 | TE < Gimborn und Marienheide |
| Günne                                   | 8 40 417       | 23.08.1946 | B; Landkreis Soest |
| Günne                                   | 8 40 417       | ? | NÄ > Günne (Möhnesee) |
| Günne (Möhnesee)                        | 8 40 417       | ? | NÄ < Günne; Landkreis Soest |
| Günne (Möhnesee)                        | 8 40 417       | 01.07.1969 | A > Möhnesee |
| Gürzenich                               | 4 32 213       | 23.08.1946 | B; Kreis, bis 1969 Landkreis Düren |
| Gürzenich                               | 4 32 213       | 01.01.1972 | A > Düren |
| Güsten                                  | 4 34 711       | 23.08.1946 | B; Landkreis Jülich |
| Güsten                                  | 4 34 711       | 01.07.1969 | A > Welldorf |
| Gustorf                                 | 1 34 118       | 23.08.1946 | B; Kreis, bis 1969 Landkreis Grevenbroich |
| Gustorf                                 | 1 34 118       | 01.08.1964 | TE < Elfgen |
| Gustorf                                 | 1 34 118       | 01.01.1975 | A > Grevenbroich |
| Gütersloh                               | 7 42 111       | 23.08.1946 | B; Kreis, bis 1969 Landkreis Wiedenbrück |
| Gütersloh                               | 7 42 111       | 01.01.1970 | E < Avenwedde, Ebbesloh, Friedrichsdorf, Hollen, Niehorst und Spexard; TE < Isselhorst, Nordrheda-Ems, Ummeln, Varensell und Verl; GA < > Herzebrock |
| Gütersloh                               | III7 33 112III | 01.01.1973 | TE < Senne I; ÄK > Kreis Gütersloh |
| Gütersloh                               | 7 54 008       | 01.01.1975 | ÄNr |
| Gütersloh                               | 7 54 008       | 01.07.1979 | TE < Rheda-Wiedenbrück |
| Gutsbezirk Sayn-Wittgenstein-Berleburg  |                | 23.08.1946 | B; Landkreis Wittgenstein |
| Gutsbezirk Sayn-Wittgenstein-Berleburg  | 01.10.1956     | TA > Birkelbach | |
| Gutsbezirk Sayn-Wittgenstein-Berleburg  | 01.01.1965     | A > Aue, BerghausenIII, Berleburg, Birkefehl, Birkelbach, Diedenshausen, Girkhausen, Mollseifen, Schüllar, Wemlighausen, Wingeshausen, Womelsdorf und Wunderthausen | |
| Gutsbezirk Sayn-Wittgenstein-Hohenstein |                | 23.08.1946 | B; Landkreis Wittgenstein |
| Gutsbezirk Sayn-Wittgenstein-Hohenstein | 10.08.1952     | TA > Benfe und Kunst Wittgenstein | |
| Gutsbezirk Sayn-Wittgenstein-Hohenstein | 1.1. 1967      | A > 25 Gemeinden des Kreises Wittgenstein | |
| Gymnich                                 | 3 33 412       | 23.08.1946 | B; Landkreis Euskirchen |
| Gymnich                                 | 3 33 412       | 01.07.1969 | A > Erftstadt |

### H

#### Ha
| Gemeinde               | AGS            | Datum                      | Kreiszugehörigkeit; Maßnahme |
| ---------------------- | -------------- | -------------------------- | --- |
| Haan                   | 1 32 111       | 23.08.1946                 | B; Kreis, bis 1969 Landkreis Düsseldorf-Mettmann |
| Haan                   | 1 58 008       | 01.01.1975                 | E < Gruiten; TA > Erkrath und Hilden; ÄK > Kreis Mettmann |
| Haarbrück              | 7 36 217       | 23.08.1946                 | B; Landkreis, ab dem 01.10.1969 Kreis Höxter |
| Haarbrück              | 7 36 217       | 01.01.1970                 | A > Beverungen |
| HaarenI                | 4 31 122       | 23.08.1946                 | B; Kreis, bis 1969 Landkreis Aachen |
| HaarenI                | 4 31 122       | 01.01.1972                 | A > Aachen (grt) und Würselen |
| HaarenII               | 7 32 216       | 23.08.1946                 | B; Kreis, bis 1969 Landkreis Büren |
| HaarenII               | 7 32 216       | 01.01.1975                 | A > Wünnenberg |
| HaarenIII              | 4 37 912       | 23.08.1946                 | B; Landkreis Geilenkirchen-Heinsberg |
| HaarenIII              | 4 37 912       | 1951                       | NÄK > Selfkantkreis Geilenkirchen-Heinsberg |
| HaarenIII              | 4 37 912       | 01.01.1972                 | A > Waldfeucht |
| HaarenIV               | 9 41 418       | 23.08.1946                 | B; Landkreis Unna |
| HaarenIV               | 9 41 418       | 01.01.1968                 | A > UentropII |
| Hachen                 | 8 32 416       | 23.08.1946                 | B; Kreis, bis 1969 Landkreis Arnsberg |
| Hachen                 | 8 32 416       | 01.01.1975                 | A > Sundern (Sauerland) |
| Hackenbroich           | 1 34 212       | 23.08.1946                 | B; Landkreis Grevenbroich |
| Hackenbroich           | 1 34 212       | 01.07.1969                 | A > Dormagen |
| Haddenhausen           | 7 39 214       | 23.08.1946                 | B; Kreis, bis 1969 Landkreis Minden |
| Haddenhausen           | 7 39 214       | 01.01.1973                 | A > Minden |
| Hadem                  | 8 39 614       | 23.08.1946                 | B; Landkreis Siegen |
| Hadem                  | 8 39 614       | 01.01.1969                 | A > Hilchenbach |
| Haffen-Mehr            | 1 38 312       | 23.08.1946                 | B; Kreis, bis 1969 Landkreis Rees |
| Haffen-Mehr            | 1 38 312       | 01.01.1975                 | A > Hamminkeln und Rees |
| Hagedorn               | 7 36 812       | 23.08.1946                 | B; Landkreis, ab dem 01.10.1969 Kreis Höxter |
| Hagedorn               | 7 36 812       | 01.01.1970                 | A > Steinheim |
| HagenI                 | 9 14 000       | 23.08.1946                 | B; kreisfreie Stadt, bis 1953 Stadtkreis Hagen |
| HagenI                 | 9 14 000       | 01.01.1970                 | TE < DahlI, Ennepetal und Waldbauer |
| HagenI                 | 9 14 000       | 18.12.1970                 | TA > Waldbauer |
| HagenI                 | 9 14 000       | 01.01.1975                 | E < Berchum und Hohenlimburg; TE < Breckerfeld (Dahl, Ennepe-Ruhr-Kreis, und aus Schalksmühle), Dortmund, Ennepetal, Garenfeld, Nachrodt-Wiblingwerde und Waldbauer                     |
| HagenII                | 8 32 514       | 23.08.1946                 | Kreis, bis 1969 Landkreis Arnsberg |
| HagenII                | 8 32 514       | 01.01.1975                 | A > Sundern (Sauerland) |
| HagenIII               | 7 40 313       | 23.08.1946                 | B; Kreis, bis 1969 Landkreis Paderborn |
| HagenIII               | 7 40 313       | 01.07.1966                 | TE < Delbrück |
| HagenIII               | 7 40 313       | 01.01.1975                 | A > Delbrück |
| HagenIV                | 7 33 135       | 21.01.1947                 | ÄL < Lippe; Landkreis, ab dem 01.10.1969 Kreis Detmold |
| HagenIV                | 7 33 135       | 01.01.1970                 | A > Lage |
| Häger                  | 7 34 511       | 23.08.1946                 | B; Kreis, bis 1969 Landkreis Halle (Westfalen) |
| Häger                  | 7 34 511       | 31.12.1962                 | GA < > SchröttinghausenI |
| Häger                  | 7 34 511       | 01.01.1973                 | A > Bielefeld und Werther (Westfalen) (grt) |
| Hahlen                 | 7 39 312       | 23.08.1946                 | B; Kreis, bis 1969 Landkreis Minden |
| Hahlen                 | 7 39 312       | 01.01.1973                 | A > Hille und Minden (grt) |
| Hainchen               | 8 39 726       | 23.08.1946                 | B; Landkreis Siegen |
| Hainchen               | 8 39 726       | 01.01.1969                 | A > Netphen |
| Hakedahl               | 7 33 214       | 21.01.1947                 | ÄL < Lippe; Landkreis, ab dem 01.10.1969 Kreis Detmold |
| Hakedahl               | 7 33 214       | 01.01.1970                 | A > Detmold |
| Hakenberg              | 7 32 414       | 23.08.1946                 | B; Kreis, bis 1969 Landkreis Büren |
| Hakenberg              | 7 32 414       | 01.01.1975                 | A > Lichtenau |
| Halberg                | 3 37 313       | 23.08.1946                 | B; Siegkreis |
| Halberg                | 3 37 313       | 01.08.1969                 | A > Lohmar |
| Haldem                 | 7 38 314       | 23.08.1946                 | B; Kreis, bis 1969 Landkreis Lübbecke |
| Haldem                 | 7 38 314       | 01.01.1973                 | A > Stemwede |
| Haldern                | 1 38 313       | 23.08.1946                 | B; Kreis, bis 1969 Landkreis Rees |
| Haldern                | 1 38 313       | 01.01.1975                 | A > Hamminkeln und Rees (grt) |
| Halingen               | 8 35 412       | 23.08.1946                 | B; Kreis, bis 1969 Landkreis Iserlohn |
| Halingen               | 8 35 412       | 01.04.1951                 | TA > Sümmern |
| Halingen               | 8 35 412       | 01.01.1975                 | A > Menden (Sauerland) |
| Halle (Westfalen)      | 7 34 317       | 23.08.1946                 | B; Kreis, bis 1969 Landkreis Halle (Westfalen) |
| Halle (Westfalen)      | 7 34 317       | 01.10.1956                 | TE < Gartnisch |
| Halle (Westfalen)      | 7 34 317       | 01.07.1969                 | E < Ascheloh, Eggeberg und Gartnisch |
| Halle (Westfalen)      | III7 33 113III | 01.01.1973                 | E < BokelI, Hesseln, HörsteII und Künsebeck; TE < Amshausen, Borgholzhausen (aus Wichlinghausen), Brockhagen, Kölkebeck und Theenhausen; TA > Werther (Westfalen); ÄK > Kreis Gütersloh |
| Halle (Westfalen)      | 7 54 012       | 01.01.1975                 | ÄNr |
| Halle (Westfalen)      | 7 54 012       | 01.01.1976                 | GA < > Steinhagen |
| Hallenberg             | 8 33 312       | 23.08.1946                 | B; Kreis, bis 1969 Landkreis Brilon |
| Hallenberg             | 9 58 020       | 01.01.1975                 | E < Braunshausen, Hesborn und Liesen; ÄK > Hochsauerlandkreis |
| Haltern                | 6 37 111       | 23.08.1946                 | B; Kreis, bis 1969 Landkreis Recklinghausen |
| Haltern                | 5 62 016       | 01.01.1975                 | E < Flaesheim, Hullern und Lippramsdorf; TE < Kirchspiel Dülmen, Kirchspiel Haltern und HammII                                                                                          |
| Haltern                | 5 62 016       | 01.01.1986                 | TE < Dorsten |
| Haltern                | 5 62 016       | 01.12.2001                 | NÄ > Haltern am See |
| Haltern, Kirchspiel    |                |                            | → Kirchspiel Haltern |
| Haltern am See         | 5 62 016       | 01.12.2001                 | NÄ < Haltern; Kreis Recklinghausen |
| Halver                 | 8 31 211       | 23.08.1946                 | B; Landkreis Altena |
| Halver                 | 8 31 116       | 01.01.1969                 | TE < Kierspe und Lüdenscheid-Land; ÄK > Kreis, bis zum 30.09.1969 Landkreis Lüdenscheid                                                                                                 |
| Halver                 | 9 62 012       | 01.01.1975                 | ÄK > Märkischer Kreis |
| Halverde               | 5 39 211       | 23.08.1946                 | B; Kreis, bis 1969 Landkreis Tecklenburg |
| Halverde               | 5 39 211       | 01.01.1975                 | A > Hopsten |
| Hamb                   | 2 37 411       | 23.08.1946                 | B; Landkreis Moers |
| Hamb                   | 2 37 411       | 01.07.1969                 | A > Sonsbeck |
| Hambach                | 4 34 712       | 23.08.1946                 | B; Kreis, bis 1969 Landkreis Jülich |
| Hambach                | 4 34 712       | 01.01.1972                 | A > Niederzier |
| Hamlingdorf            | 7 34 214       | 23.08.1946                 | B; Landkreis Halle (Westfalen) |
| Hamlingdorf            | 7 34 214       | 01.07.1969                 | A > Borgholzhausen |
| HammI                  | 9 15 000       | 23.08.1946                 | B; kreisfreie Stadt, bis 1953 Stadtkreis Hamm |
| HammI                  | 9 15 000       | 01.01.1968                 | E < BergeIV und Westtünnen; TE < Braam-Ostwennemar, Herringen, Rhynern und Wiescherhöfen; TA > Pelkum                                                                                   |
| HammI                  | 9 15 000       | 01.01.1975                 | E < Bockum-Hövel, Pelkum und UentropII; TE < Ahlen (aus Altahlen), Heessen und Rhynern                                                                                                  |
| HammII                 | 6 37 512       | 23.08.1946                 | B; Kreis, bis 1969 Landkreis Recklinghausen |
| HammII                 | 6 37 512       | 01.01.1975                 | A > Haltern und Marl (grt) |
| Hamminkeln             | 1 38 614       | 23.08.1946                 | B; Kreis, bis 1969 Landkreis Rees |
| Hamminkeln             | 1 70 012       | 01.01.1975                 | E < Brünen, Loikum und Ringenberg; TE < Bislich, Diersfordt, Dingden, Haffen-Mehr, Haldern und Wertherbruch; GA < > Wesel; ÄK > Kreis Wesel                                             |
| Hampenhausen           | 7 41 316       | 23.08.1946                 | B; Kreis, bis 1969 Landkreis Warburg |
| Hampenhausen           | 7 41 316       | 01.01.1975                 | A > Brakel |
| Handorf                | 5 36 412       | 23.08.1946                 | B; Kreis, bis 1969 Landkreis Münster |
| Handorf                | 5 36 412       | 01.01.1975                 | A > Münster (grt) und Telgte |
| Hangelar               | 3 37 412       | 23.08.1946                 | B; Siegkreis |
| Hangelar               | 3 37 412       | 01.08.1969                 | A > Sankt Augustin |
| Hanselaer              | 1 36 415       | 23.08.1946                 | B; Landkreis Kleve |
| Hanselaer              | 1 36 415       | 01.07.1969                 | A > KalkarII |
| Happerschoß            |                | 23.08.1946                 | B; Siegkreis |
| Happerschoß            | 01.10.1956     | A > Lauthausen             | |
| Hardissen              | 7 33 136       | 21.01.1947                 | ÄL < Lippe; Landkreis, ab dem 01.10.1969 Kreis Detmold |
| Hardissen              | 7 33 136       | 01.01.1970                 | A > Lage |
| Harlinghausen          | 7 38 715       | 23.08.1946                 | B; Kreis, bis 1969 Landkreis Lübbecke |
| Harlinghausen          | 7 38 715       | 01.01.1973                 | A > Preußisch Oldendorf |
| Harperscheid           | 4 36 313       | 23.08.1946                 | B; Kreis, bis 1969 Landkreis Schleiden |
| Harperscheid           | 4 36 313       | 01.01.1972                 | A > Hellenthal und SchleidenI (grt) |
| Harsewinkel            | 5 40 412       | 23.08.1946                 | B; Kreis, bis 1969 Landkreis Warendorf |
| Harsewinkel            | III7 33 114III | 01.01.1973                 | E < Greffen und Marienfeld; ÄK > Kreis Gütersloh; ÄB > Regierungsbezirk Detmold |
| Harsewinkel            | 7 54 016       | 01.01.1975                 | ÄNr |
| Harth                  | 7 32 315       | 23.08.1946                 | B; Kreis, bis 1969 Landkreis Büren |
| Harth                  | 7 32 315       | 01.01.1975                 | A > BürenI |
| Hartum                 | 7 39 313       | 23.08.1946                 | B; Kreis, bis 1969 Landkreis Minden |
| Hartum                 | 7 39 313       | 01.01.1973                 | A > Hille (grt) und Minden |
| Harwick                | 5 34 513       | 23.08.1946                 | B; Landkreis Coesfeld |
| Harwick                | 5 34 513       | 01.07.1969                 | A > Gescher |
| Harzberg               | 7 36 611       | 23.08.1946                 | B; Landkreis, ab dem 01.10.1969 Kreis Höxter |
| Harzberg               | 7 36 611       | 01.01.1970                 | A > Lügde |
| Harzheim               | 4 36 812       | 23.08.1946                 | B; Landkreis Schleiden |
| Harzheim               | 4 36 812       | 01.07.1969                 | A > Mechernich |
| Hasselbeck-Schwarzbach | 1 32 411       | 23.08.1946                 | B; Kreis, bis 1969 Landkreis Düsseldorf-Mettmann |
| Hasselbeck-Schwarzbach | 1 32 411       | 01.01.1975                 | A > Düsseldorf (grt) und Ratingen |
| Hasselsweiler          | 4 34 812       | 23.08.1946                 | B; Landkreis Jülich |
| Hasselsweiler          | 4 34 812       | 01.07.1969                 | A > Titz |
| Haßlinghausen          | 9 34 412       | 23.08.1946                 | B; Ennepe-Ruhr-Kreis |
| Haßlinghausen          | 9 34 412       | 01.01.1970                 | A > Gevelsberg, Sprockhövel (grt) und Wuppertal |
| Hassum                 | 1 36 212       | 23.08.1946                 | B; Landkreis Kleve |
| Hassum                 | 1 36 212       | 01.07.1969                 | A > Goch |
| Hattingen              | 9 34 114       | 23.08.1946                 | B; Ennepe-Ruhr-Kreis |
| Hattingen              | 9 34 114       | 01.01.1970                 | E < Oberelfringhausen und Oberstüter; TE < Blankenstein (grt), Bredenscheid-Stüter (grt), Niederelfringhausen (grt) und Winz (grt)                                                      |
| Hattingen              | 9 54 016       | 01.01.1975                 | ÄNr |
| Hattrop                | 8 40 227       | 23.08.1946                 | B; Landkreis Soest |
| Hattrop                | 8 40 227       | 01.07.1969                 | A > Soest (grt) und Welver |
| Hattropholsen          | 8 40 228       | 23.08.1946                 | B; Landkreis Soest |
| Hattropholsen          | 8 40 228       | 01.07.1969                 | A > Soest |
| Hau                    | 1 36 711       | 23.08.1946                 | B; Landkreis Kleve |
| Hau                    | 1 36 711       | 01.07.1969                 | A > Bedburg-Hau (grt) und Kleve |
| Hausberge an der Porta | 7 39 413       | 23.08.1946                 | B; Kreis, bis 1969 Landkreis Minden |
| Hausberge an der Porta | 7 39 413       | 01.01.1973                 | A > Porta Westfalica |
| Hausen                 | 4 36 411       | 23.08.1946                 | B; Landkreis Schleiden |
| Hausen                 | 4 36 411       | 01.07.1968                 | A > Heimbach |
| Haustenbeck            |                | 01.01.1957                 | N < Oesterholz (t); Landkreis Detmold |
| Haustenbeck            | 01.04.1957     | A > Oesterholz-Haustenbeck | |
| Häver                  | 7 35 511       | 23.08.1946                 | B; Landkreis Herford |
| Häver                  | 7 35 511       | 01.01.1969                 | A > Kirchlengern |
| Hävern                 | 7 39 515       | 23.08.1946                 | B; Kreis, bis 1969 Landkreis Minden |
| Hävern                 | 7 39 515       | 01.01.1973                 | A > Petershagen |
| Häverstädt             | 7 39 215       | 23.08.1946                 | B; Kreis, bis 1969 Landkreis Minden |
| Häverstädt             | 7 39 215       | 01.01.1973                 | A > Minden |
| Havert                 | 4 37 811       | 23.08.1946                 | B; Landkreis Geilenkirchen-Heinsberg |
| Havert                 | 4 37 811       | 23.04.1949                 | ÄL > Niederlande (U > Drostambt Tudderen) |
| Havert                 | 4 37 811       | 01.08.1963                 | ÄL < Niederlande (TU < Drostambt Tudderen) |
| Havert                 | 4 37 811       | 01.07.1969                 | A > Selfkant |
| Havixbeck              | 5 36 113       | 23.08.1946                 | B; Kreis, bis 1969 Landkreis Münster |
| Havixbeck              | 5 58 020       | 01.01.1975                 | TE < Roxel; TA > Nottuln; ÄK > Kreis Coesfeld |

#### He
| Gemeinde              | AGS            | Datum      | Kreiszugehörigkeit; Maßnahme |
| --------------------- | -------------- | ---------- | --- |
| Hedderhagen           | 7 33 137       | 21.01.1947 | ÄL < Lippe; Landkreis, ab dem 01.10.1969 Kreis Detmold |
| Hedderhagen           | 7 33 137       | 01.01.1970 | A > Lage |
| Heddinghausen         | 8 33 516       | 23.08.1946 | B; Kreis, bis 1969 Landkreis Brilon |
| Heddinghausen         | 8 33 516       | 01.01.1975 | A > Marsberg |
| Hedem                 | 7 38 213       | 23.08.1946 | B; Kreis, bis 1969 Landkreis Lübbecke |
| Hedem                 | 7 38 213       | 01.01.1973 | A > Espelkamp, Lübbecke und Preußisch Oldendorf (grt) |
| Heek                  | 5 31 311       | 23.08.1946 | B; Kreis, bis 1969 Landkreis Ahaus |
| Heek                  | 5 31 117       | 01.07.1969 | E < Wigbold Nienborg |
| Heek                  | 5 54 024       | 01.01.1975 | TA > Ahaus; ÄK > Kreis Borken |
| Heelden               | 1 38 411       | 23.08.1946 | B; Kreis, bis 1969 Landkreis Rees |
| Heelden               | 1 38 411       | 01.01.1975 | A > Isselburg |
| Heepen                | 7 31 414       | 23.08.1946 | B; Kreis, bis 1969 Landkreis Bielefeld |
| Heepen                | 7 31 414       | 01.01.1973 | A > Bielefeld |
| Heeren-Herken         | 1 38 314       | 23.08.1946 | B; Kreis, bis 1969 Landkreis Rees |
| Heeren-Herken         | 1 38 314       | 01.01.1975 | A > Rees |
| Heeren-Werve          | 9 41 512       | 23.08.1946 | B; Landkreis Unna |
| Heeren-Werve          | 9 41 512       | 01.01.1968 | A > Kamen |
| Heessen               | 5 32 114       | 23.08.1946 | B; Kreis, bis 1969 Landkreis Beckum |
| Heessen               | 5 32 114       | 01.01.1975 | A > Ahlen und HammI (grt) |
| Heesten               | 7 33 138       | 21.01.1947 | ÄL < Lippe; Landkreis, ab dem 01.10.1969 Kreis Detmold |
| Heesten               | 7 33 138       | 01.01.1970 | A > Bad Meinberg-Horn |
| Hegensdorf            | 7 32 316       | 23.08.1946 | B; Kreis, bis 1969 Landkreis Büren |
| Hegensdorf            | 7 32 316       | 01.01.1975 | A > BürenI |
| Heidelbeck            | 7 37 141       | 21.01.1947 | ÄL < Lippe; Landkreis Lemgo |
| Heidelbeck            | 7 37 141       | 01.07.1966 | TE < Forstbezirk Langenholthausen |
| Heidelbeck            | 7 37 141       | 01.01.1969 | A > Extertal und Kalletal (grt) |
| HeidenI               | 5 33 312       | 23.08.1946 | B; Kreis, bis 1969 Landkreis Borken |
| HeidenI               | 5 54 028       | 01.01.1975 | E < Borken (aus Marbeck); TA > Reken und Velen |
| HeidenII              | 7 33 139       | 21.01.1947 | ÄL < Lippe; Landkreis, ab dem 01.10.1969 Kreis Detmold |
| HeidenII              | 7 33 139       | 01.01.1970 | A > Lage |
| Heidenoldendorf       | 7 33 141       | 21.01.1947 | ÄL < Lippe; Landkreis, ab dem 01.10.1969 Kreis Detmold |
| Heidenoldendorf       | 7 33 141       | 01.01.1970 | A > Detmold |
| Heil                  | 9 41 314       | 23.08.1946 | B; Landkreis Unna |
| Heil                  | 9 41 314       | 01.01.1966 | A > Bergkamen |
| Heiligenborn          | 8 42 418       | 23.08.1946 | B; Kreis, bis 1969 Landkreis Wittgenstein |
| Heiligenborn          | 8 42 418       | 01.01.1975 | A > Laasphe |
| Heiligenhaus          | 1 32 112       | 23.08.1946 | B; Kreis, bis 1969 Landkreis Düsseldorf-Mettmann |
| Heiligenhaus          | 1 58 012       | 01.01.1975 | TE < Homberg-Meiersberg; ÄK > Kreis Mettmann |
| Heiligenkirchen       | 7 33 142       | 21.01.1947 | ÄL < Lippe; Landkreis, ab dem 01.10.1969 Kreis Detmold |
| Heiligenkirchen       | 7 33 142       | 01.01.1970 | A > Detmold |
| Heimbach              | 4 36 412       | 23.08.1946 | B; Landkreis, ab 1969 Kreis Schleiden |
| Heimbach              | 4 36 412       | 01.07.1968 | E < Hausen |
| Heimbach              | 4 36 114       | 01.07.1969 | E < Hergarten und Vlatten |
| Heimbach              | 4 36 114       | 01.01.1972 | A > Nideggen |
| Heimbach              | 3 39 126       | 04.08.1972 | N < Nideggen (t); Kreis Düren |
| Heimbach              | 3 58 012       | 01.01.1975 | ÄNr |
| Heimerzheim           | 3 32 413       | 23.08.1946 | B; Landkreis Bonn |
| Heimerzheim           | 3 32 413       | 01.08.1969 | A > Swisttal |
| Heimsen               | 7 39 717       | 23.08.1946 | B; Kreis, bis 1969 Landkreis Minden |
| Heimsen               | 7 39 717       | 01.01.1973 | A > Petershagen |
| HeinsbergI            | 8 38 511       | 23.08.1946 | B; Landkreis Olpe |
| HeinsbergI            | 8 38 511       | 01.07.1969 | A > Kirchhundem |
| HeinsbergII           | 4 33 118       | 01.01.1972 | N < Heinsberg (Rheinland), Karken, KempenI, Kirchhoven (t), Oberbruch-Dremmen, Randerath (t) und Waldenrath; Kreis Heinsberg                              |
| HeinsbergII           | 3 40 114       | 01.08.1972 | ÄB > Regierungsbezirk Köln |
| HeinsbergII           | 3 70 016       | 01.01.1975 | ÄNr |
| Heinsberg (Rheinland) | 4 37 112       | 23.08.1946 | B; Landkreis Geilenkirchen-Heinsberg |
| Heinsberg (Rheinland) | 4 37 112       | 1951       | NÄK > Selfkantkreis Geilenkirchen-Heinsberg |
| Heinsberg (Rheinland) | 4 37 112       | 01.07.1969 | E < Aphoven und Schafhausen; TE < Unterbruch |
| Heinsberg (Rheinland) | 4 37 112       | 01.01.1972 | A > HeinsbergII |
| Heintrop-Büninghausen | 8 40 613       | 23.08.1946 | B; Landkreis Soest |
| Heintrop-Büninghausen | 8 40 613       | 01.07.1969 | A > Lippetal |
| Heisberg              | 8 39 517       | 23.08.1946 | B; Landkreis Siegen |
| Heisberg              | 8 39 517       | 01.01.1969 | A > Freudenberg |
| Heisterbacherrott     | 3 37 711       | 23.08.1946 | B; Siegkreis |
| Heisterbacherrott     | 3 37 711       | 01.08.1969 | A > Königswinter |
| Helberhausen          | 8 39 615       | 23.08.1946 | B; Landkreis Siegen |
| Helberhausen          | 8 39 615       | 01.01.1969 | A > Hilchenbach |
| Helden                | 8 38 212       | 23.08.1946 | B; Landkreis Olpe |
| Helden                | 8 38 212       | 01.07.1969 | A > Attendorn, Finnentrop, Lennestadt und OlpeI |
| Helgersdorf           | 8 39 727       | 23.08.1946 | B; Landkreis Siegen |
| Helgersdorf           | 8 39 727       | 01.01.1969 | A > Netphen |
| Hellefeld             | 8 32 315       | 23.08.1946 | B; Kreis, bis 1969 Landkreis Arnsberg |
| Hellefeld             | 8 32 315       | 01.01.1975 | A > Sundern (Sauerland) |
| Hellenthal            | 4 36 511       | 23.08.1946 | B; Kreis, bis 1969 Landkreis Schleiden |
| Hellenthal            | 4 36 117       | 01.07.1969 | E < Hollerath, Losheim und Udenbreth |
| Hellenthal            | 3 33 119       | 01.01.1972 | TE < Bronsfeld, Harperscheid, Kall (aus Wahlen) und Schöneseiffen; TA > SchleidenI; ÄK > Kreis Euskirchen; ÄB > Regierungsbezirk Köln                     |
| Hellenthal            | 3 66 020       | 01.01.1975 | ÄNr |
| Hellinghausen         | 8 36 317       | 23.08.1946 | B; Kreis, bis 1969 Landkreis Lippstadt |
| Hellinghausen         | 8 36 317       | 01.01.1975 | A > Lippstadt |
| Helmeringhausen       | 8 33 222       | 23.08.1946 | B; Kreis, bis 1969 Landkreis Brilon |
| Helmeringhausen       | 8 33 222       | 01.01.1975 | A > Olsberg |
| HelmernI              | 7 32 217       | 23.08.1946 | B; Kreis, bis 1969 Landkreis Büren |
| HelmernI              | 7 32 217       | 01.01.1975 | A > Wünnenberg |
| HelmernII             | 7 41 415       | 23.08.1946 | B; Kreis, bis 1969 Landkreis Warburg |
| HelmernII             | 7 41 415       | 01.01.1975 | A > Willebadessen |
| Helminghausen         | 8 33 517       | 23.08.1946 | B; Kreis, bis 1969 Landkreis Brilon |
| Helminghausen         | 8 33 517       | 01.01.1975 | A > Marsberg |
| Helpup                | 7 37 142       | 01.04.1957 | N < Mackenbruch, Währentrup und WellentrupII (t); Landkreis Lemgo                                                                                         |
| Helpup                | 7 37 142       | 01.01.1969 | A > Leopoldshöhe und Oerlinghausen (grt) |
| Hembergen             | 5 38 116       | 23.08.1946 | B; Landkreis Steinfurt |
| Hembergen             | 5 38 116       | 01.07.1969 | A > Emsdetten |
| Hembsen               | 7 36 316       | 23.08.1946 | B; Landkreis Höxter |
| Hembsen               | 7 36 316       | 01.01.1970 | A > Brakel |
| Hemden                | 5 33 413       | 23.08.1946 | B; Kreis, bis 1969 Landkreis Borken |
| Hemden                | 5 33 413       | 01.01.1975 | A > Bocholt |
| Hemer                 | 8 35 315       | 23.08.1946 | B; Kreis, bis 1969 Landkreis Iserlohn |
| Hemer                 | 9 62 016       | 01.01.1975 | E < Becke, Deilinghofen und Frönsberg; TE < Garbeck, Ihmert und Kesbern; TA > Iserlohn; ÄK > Märkischer Kreis                                             |
| Hemmerde              | 9 41 513       | 23.08.1946 | B; Landkreis Unna |
| Hemmerde              | 9 41 513       | 01.01.1968 | A > Unna |
| Hemmerden             | 1 34 611       | 23.08.1946 | B; Kreis, bis 1969 Landkreis Grevenbroich |
| Hemmerden             | 1 34 611       | 01.01.1975 | A > Grevenbroich (grt) |
| Hemmern               | 8 36 414       | 23.08.1946 | B; Kreis, bis 1969 Landkreis Lippstadt |
| Hemmern               | 8 36 414       | 01.01.1975 | A > Rüthen |
| Hemschlar             | 8 42 224       | 23.08.1946 | B; Kreis, bis 1969 Landkreis Wittgenstein |
| Hemschlar             | 8 42 224       | 01.01.1975 | A > Bad Berleburg |
| Hengeler-Wendfeld     | 5 31 513       | 23.08.1946 | B; Landkreis Ahaus |
| Hengeler-Wendfeld     | 5 31 513       | 01.08.1964 | A > Kirchspiel Stadtlohn |
| Henglarn              | 7 32 218       | 23.08.1946 | B; Kreis, bis 1969 Landkreis Büren |
| Henglarn              | 7 32 218       | 01.01.1975 | A > Lichtenau |
| Hengsen               | 9 41 514       | 23.08.1946 | B; Landkreis Unna |
| Hengsen               | 9 41 514       | 01.01.1968 | A > Holzwickede |
| Hennef (Sieg)         | I3 37 117I     | 23.08.1946 | B; Siegkreis |
| Hennef (Sieg)         | II3 37 115II   | 01.08.1969 | E < Lauthausen; TE < Uckerath; TA > Siegburg; ÄK > Rhein-Sieg-Kreis                                                                                       |
| Hennef (Sieg)         | 3 82 020       | 01.01.1975 | ÄNr |
| Hennen                | 8 35 213       | 23.08.1946 | B; Kreis, bis 1969 Landkreis Iserlohn |
| Hennen                | 8 35 213       | 01.04.1951 | TE < Sümmern |
| Hennen                | 8 35 213       | 01.01.1975 | A > Iserlohn |
| Henrichenburg         | 6 37 611       | 23.08.1946 | B; Kreis, bis 1969 Landkreis Recklinghausen |
| Henrichenburg         | 6 37 611       | 01.01.1975 | A > Castrop-Rauxel |
| Henstorf              | 7 37 143       | 21.01.1947 | ÄL < Lippe; Landkreis Lemgo |
| Henstorf              | 7 37 143       | 01.01.1969 | A > Kalletal |
| Heppen                | 8 40 516       | 23.08.1946 | B; Landkreis Soest |
| Heppen                | 8 40 516       | 01.07.1969 | A > Bad Sassendorf |
| Heppendorf            | 3 31 514       | 23.08.1946 | B; Kreis, bis 1969 Landkreis Bergheim (Erft) |
| Heppendorf            | 3 31 514       | 01.01.1975 | A > BergheimII und Elsdorf (grt) |
| Herbede               | 9 34 115       | 23.08.1946 | B; Ennepe-Ruhr-Kreis |
| Herbede               | 9 34 115       | 01.01.1966 | TA > Wengern |
| Herbede               | 9 34 115       | 01.01.1970 | TE < Blankenstein |
| Herbede               | 9 34 115       | 01.01.1975 | A > Witten |
| Herbern               | 5 35 411       | 23.08.1946 | B; Kreis, bis 1969 Landkreis Lüdinghausen |
| Herbern               | 5 35 411       | 01.01.1975 | A > Ascheberg |
| Herbertshausen        | 8 42 419       | 23.08.1946 | B; Kreis, bis 1969 Landkreis Wittgenstein |
| Herbertshausen        | 8 42 419       | 01.01.1975 | A > Laasphe |
| Herblinghausen        | 8 32 316       | 23.08.1946 | B; Kreis, bis 1969 Landkreis Arnsberg |
| Herblinghausen        | 8 32 316       | 01.01.1975 | A > Meschede und Sundern (Sauerland) (grt) |
| Herbram               | 7 32 415       | 23.08.1946 | B; Kreis, bis 1969 Landkreis Büren |
| Herbram               | 7 32 415       | 01.10.1959 | TE < Asseln |
| Herbram               | 7 32 415       | 01.01.1975 | A > Lichtenau |
| Herchen               | I3 37 118I     | 23.08.1946 | B; Siegkreis |
| Herchen               | I3 37 118I     | 01.08.1969 | A > Windeck |
| Herdecke              | 9 34 116       | 23.08.1946 | B; Ennepe-Ruhr-Kreis |
| Herdecke              | 9 34 116       | 01.01.1970 | TA > Witten |
| Herdecke              | 9 54 020       | 01.01.1975 | ÄNr |
| Herdringen            | 8 32 417       | 23.08.1946 | B; Kreis, bis 1969 Landkreis Arnsberg |
| Herdringen            | 8 32 417       | 01.01.1975 | A > Arnsberg |
| Herford               | 7 12 000       | 23.08.1946 | B; kreisfreie Stadt, bis 1953 Stadtkreis Herford |
| Herford               | 7 35 113       | 01.01.1969 | E < Diebrock, Eickum, Elverdissen, Falkendiek, Laar, Schwarzenmoor und Stedefreund; TE < HerringhausenI; ÄK > Kreis, bis zum 30.09.1969 Landkreis Herford |
| Herford               | 7 58 012       | 01.01.1975 | ÄNr |
| Hergarten             | 4 36 616       | 23.08.1946 | B; Landkreis Schleiden |
| Hergarten             | 4 36 616       | 01.07.1969 | A > Heimbach |
| Heringhausen          | 8 37 213       | 23.08.1946 | B; Kreis, bis 1969 Landkreis Meschede |
| Heringhausen          | 8 37 213       | 01.01.1975 | A > Bestwig (grt) und Olsberg |
| Herlinghausen         | 7 41 515       | 23.08.1946 | B; Kreis, bis 1969 Landkreis Warburg |
| Herlinghausen         | 7 41 515       | 01.01.1975 | A > Warburg |
| Herne                 | 9 16 000       | 23.08.1946 | B; kreisfreie Stadt, bis 1953 Stadtkreis Herne |
| Herne                 | 9 16 000       | 01.01.1975 | E < Wanne-Eickel |
| Herongen              | 2 33 811       | 23.08.1946 | B; Landkreis Geldern |
| Herongen              | 2 33 811       | 01.07.1969 | A > Straelen |
| Herrentrup            | 7 33 143       | 21.01.1947 | ÄL < Lippe; Landkreis, ab dem 01.10.1969 Kreis Detmold |
| Herrentrup            | 7 33 143       | 01.01.1970 | A > Blomberg |
| Herringen             | 9 41 315       | 23.08.1946 | B; Landkreis Unna |
| Herringen             | I9 41 114I     | 30.06.1965 | ÄNr |
| Herringen             | I9 41 114I     | 01.01.1968 | A > HammI und Pelkum (grt) |
| HerringhausenI        | 7 35 215       | 23.08.1946 | B; Landkreis Herford |
| HerringhausenI        | 7 35 215       | 01.01.1969 | A > Enger und Herford (grt) |
| HerringhausenII       | 8 36 318       | 23.08.1946 | B; Kreis, bis 1969 Landkreis Lippstadt |
| HerringhausenII       | 8 36 318       | 01.01.1975 | A > Lippstadt |
| Herringsen            | 8 40 517       | 23.08.1946 | B; Landkreis Soest |
| Herringsen            | 8 40 517       | 01.07.1969 | A > Bad Sassendorf |
| Herscheid             | 8 31 114       | 23.08.1946 | B; Landkreis Altena |
| Herscheid             | 8 31 114       | 01.01.1969 | TE < Plettenberg |
| Herscheid             | 8 31 114       | 01.07.1969 | TE < Lüdenscheid-Land und Plettenberg; TA > Lüdenscheid; ÄK > Landkreis, ab dem 01.10.1969 Kreis Lüdenscheid                                              |
| Herscheid             | 9 62 020       | 01.01.1975 | ÄK > Märkischer Kreis |
| Hersel                | 3 32 212       | 23.08.1946 | B; Landkreis Bonn |
| Hersel                | 3 32 212       | 01.08.1969 | A > Bornheim (grt) und Wesseling |
| Herste                | 7 36 413       | 23.08.1946 | B; Landkreis Höxter |
| Herste                | 7 36 413       | 01.01.1970 | A > Bad Driburg |
| Herstelle             | 7 36 218       | 23.08.1946 | B; Landkreis Höxter |
| Herstelle             | 7 36 218       | 01.01.1970 | A > Beverungen |
| Herten                | 6 37 112       | 23.08.1946 | B; Kreis, bis 1969 Landkreis Recklinghausen |
| Herten                | 5 62 020       | 01.01.1975 | E < Westerholt; TE < Polsum |
| Herzebocholt          | 5 33 414       | 23.08.1946 | B; Kreis, bis 1969 Landkreis Borken |
| Herzebocholt          | 5 33 414       | 01.01.1975 | A > Isselburg |
| Herzebrock            | 7 42 311       | 23.08.1946 | B; Kreis, bis 1969 Landkreis Wiedenbrück |
| Herzebrock            | II7 42 112II   | 01.01.1970 | TE < Clarholz (grt) und Oelde; GA < > Gütersloh; TA > Rheda-Wiedenbrück                                                                                   |
| Herzebrock            | III7 33 115III | 01.01.1973 | ÄK > Kreis Gütersloh |
| Herzebrock            | a7 54 020a     | 01.01.1975 | ÄNr |
| Herzebrock            | a7 54 020a     | 26.04.1985 | NÄ > Herzebrock-Clarholz |
| Herzebrock-Clarholz   | b7 54 020b     | 26.04.1985 | NÄ < Herzebrock; Kreis Gütersloh |
| Herzfeld              | 5 32 413       | 23.08.1946 | B; Landkreis Beckum |
| Herzfeld              | 5 32 413       | 01.07.1969 | A > Lippetal |
| Herzhausen            | 8 39 728       | 23.08.1946 | B; Landkreis Siegen |
| Herzhausen            | 8 39 728       | 01.01.1969 | A > Netphen |
| Herzogenrath          | 4 31 113       | 23.08.1946 | B; Kreis, bis 1969 Landkreis Aachen |
| Herzogenrath          | 4 31 113       | 01.01.1972 | E < Kohlscheid; TE < Bardenberg, Merkstein und Richterich                                                                                                 |
| Herzogenrath          | 3 38 114       | 01.08.1972 | ÄB > Regierungsbezirk Köln |
| Herzogenrath          | 3 54 016       | 01.01.1975 | ÄNr |
| Herzogenrath          | 3 34 016       | 21.10.2009 | ÄK > Städteregion Aachen |
| Hesborn               | 8 33 313       | 23.08.1946 | B; Kreis, bis 1969 Landkreis Brilon |
| Hesborn               | 8 33 313       | 01.01.1975 | A > Hallenberg |
| Hesselbach            | 8 42 421       | 23.08.1946 | B; Kreis, bis 1969 Landkreis Wittgenstein |
| Hesselbach            | 8 42 421       | 01.01.1975 | A > Laasphe |
| Hesseln               | 7 34 318       | 23.08.1946 | B; Kreis, bis 1969 Landkreis Halle (Westfalen) |
| Hesseln               | 7 34 318       | 01.01.1973 | A > Halle (Westfalen) |
| Hesselteich           | 7 34 412       | 23.08.1946 | B; Kreis, bis 1969 Landkreis Halle (Westfalen) |
| Hesselteich           | 7 34 412       | 01.01.1973 | A > Versmold |
| Heßloh                | 7 33 144       | 21.01.1947 | ÄL < Lippe; Landkreis, ab dem 01.10.1969 Kreis Detmold |
| Heßloh                | 7 33 144       | 01.01.1970 | A > Lage |
| Hewingsen             | 8 40 418       | 23.08.1946 | B; Landkreis Soest |
| Hewingsen             | 8 40 418       | 01.07.1969 | A > Möhnesee |

#### Hi
| Gemeinde              | AGS        | Datum         | Kreiszugehörigkeit; Maßnahme |
| --------------------- | ---------- | ------------- | --- |
| Hiddenhausen          | 7 35 417   | 23.08.1946    | B; Kreis, bis 1969 Landkreis Herford |
| Hiddenhausen          | 7 35 114   | 01.01.1969    | E < Eilshausen, Lippinghausen, Oetinghausen, Schweicheln-Bermbeck und SundernII; TE < Bustedt und Südlengern                                                         |
| Hiddenhausen          | 7 58 016   | 01.01.1975    | ÄNr |
| Hiddenhausen          | 7 58 016   | 01.07.2006    | TA > Bünde |
| Hiddesen              | 7 33 145   | 21.01.1947    | ÄL < Lippe; Landkreis, ab dem 01.10.1969 Kreis Detmold |
| Hiddesen              | 7 33 145   | ca. Ende 1967 | E < Forstbezirk Hiddesen |
| Hiddesen              | 7 33 145   | 01.01.1970    | A > Detmold |
| Hiddesen, Forstbezirk |            |               | → Forstbezirk Hiddesen |
| Hiddinghausen         | 9 34 413   | 23.08.1946    | B; Ennepe-Ruhr-Kreis |
| Hiddinghausen         | 9 34 413   | 01.01.1970    | A > Sprockhövel |
| Hiddingsel            | 5 34 312   | 23.08.1946    | B; Landkreis Coesfeld |
| Hiddingsel            | 5 34 312   | 01.07.1969    | A > Buldern |
| Hiddingsen            | 8 40 518   | 23.08.1946    | B; Landkreis Soest |
| Hiddingsen            | 8 40 518   | 01.07.1969    | A > Soest |
| Hilbeck               | 9 41 419   | 23.08.1946    | B; Landkreis Unna |
| Hilbeck               | 9 41 419   | 01.01.1968    | A > Rhynern |
| Hilberath             | 3 32 612   | 23.08.1946    | B; Landkreis Bonn |
| Hilberath             | 3 32 612   | 01.08.1969    | A > Rheinbach |
| Hilchenbach           | 8 39 111   | 23.08.1946    | B; Kreis, bis 1969 Landkreis Siegen |
| Hilchenbach           | 8 39 111   | 01.01.1969    | E < Allenbach, Dahlbruch, Grund, Hadem, Helberhausen, Lützel, Müsen, OberndorfI, Öchelhausen (als Stadtteil Oechelhausen), Ruckersfeld und Vormwald; TE < Kredenbach |
| Hilchenbach           | 9 70 020   | 01.01.1975    | ÄNr |
| Hilchenbach           | 9 70 020   | 01.01.1984    | NÄK > Kreis Siegen-Wittgenstein |
| Hilden                | 1 32 113   | 23.08.1946    | B; Kreis, bis 1969 Landkreis Düsseldorf-Mettmann |
| Hilden                | 1 58 016   | 01.01.1975    | TE < Haan; TA > Düsseldorf und Erkrath; ÄK > Kreis Mettmann |
| Hildfeld              | 8 33 614   | 23.08.1946    | B; Kreis, bis 1969 Landkreis Brilon |
| Hildfeld              | 8 33 614   | 01.01.1975    | A > Winterberg |
| Hille                 | 7 39 314   | 23.08.1946    | B; Kreis, bis 1969 Landkreis Minden |
| Hille                 | 7 39 114   | 01.01.1973    | E < Eickhorst, Nordhemmern, Oberlübbe, Südhemmern und Unterlübbe; TE < Hahlen, Hartum, Holzhausen II und Rothenuffeln; ÄK > Kreis Minden-Lübbecke                    |
| Hille                 | 7 70 012   | 01.01.1975    | ÄNr |
| Hille                 | 7 70 012   | 01.04.1975    | TA > Lübbecke |
| Hille                 | 7 70 012   | 01.01.1979    | TA > Bad Oeynhausen |
| Hille                 | 7 70 012   | 01.07.1986    | GA < > Minden |
| Hillegossen           | 7 31 415   | 23.08.1946    | B; Kreis, bis 1969 Landkreis Bielefeld |
| Hillegossen           | 7 31 415   | 01.01.1973    | A > Bielefeld |
| Hillensberg           | 4 37 812   | 23.08.1946    | B; Landkreis Geilenkirchen-Heinsberg |
| Hillensberg           | 4 37 812   | 23.04.1949    | ÄL > Niederlande (U > Drostambt Tudderen) |
| Hillensberg           | 4 37 812   | 01.08.1963    | ÄL < Niederlande (TU < Drostambt Tudderen) |
| Hillensberg           | 4 37 812   | 01.07.1969    | A > Selfkant |
| Hillentrup            | I7 37 144I | 21.01.1947    | ÄL < Lippe; Landkreis Lemgo |
| Hillentrup            | I7 37 144I | 01.01.1969    | A > Dörentrup (grt) und Lemgo |
| Hiltrup               | 5 36 413   | 23.08.1946    | B; Landkreis, ab 1969 Kreis Münster |
| Hiltrup               | 5 36 413   | 01.01.1975    | A > Münster |
| Himmighausen          | 7 36 714   | 23.08.1946    | B; Landkreis, ab dem 01.10.1969 Kreis Höxter |
| Himmighausen          | 7 36 714   | 01.01.1970    | A > Nieheim |
| Hinnenburg            | 7 36 317   | 23.08.1946    | B; Landkreis, ab dem 01.10.1969 Kreis Höxter |
| Hinnenburg            | 7 36 317   | 01.10.1956    | TA > Bökendorf |
| Hinnenburg            | 7 36 317   | 01.01.1970    | A > Brakel |
| Hinsbeck              | 1 35 124   | 23.08.1946    | B; Landkreis, ab dem 01.10.1969 Kreis Kempen-Krefeld |
| Hinsbeck              | 1 35 124   | 01.01.1970    | A > Grefrath und Nettetal (grt) |
| Hirschberg            | 8 32 613   | 23.08.1946    | B; Kreis, bis 1969 Landkreis Arnsberg |
| Hirschberg            | 8 32 613   | 01.01.1975    | A > Warstein |
| Hitdorf               | 1 39 122   | 23.08.1946    | B; Rhein-Wupper-Kreis |
| Hitdorf               | 1 39 122   | 01.09.1960    | A > Monheim |

#### Ho
| Gemeinde                   | AGS            | Datum                   | Kreiszugehörigkeit; Maßnahme |
| -------------------------- | -------------- | ----------------------- | --- |
| Hoberge-Uerentrup          | 7 31 313       | 23.08.1946              | B; Kreis, bis 1969 Landkreis Bielefeld |
| Hoberge-Uerentrup          | 7 31 313       | 01.01.1973              | A > Bielefeld (grt) und Steinhagen |
| Hochdahl                   | 1 32 312       | 23.08.1946              | B; Kreis, bis 1969 Landkreis Düsseldorf-Mettmann                                                                                             |
| Hochdahl                   | 1 32 312       | 01.01.1975              | A > Erkrath |
| Hochkirchen                | 4 32 855       | 23.08.1946              | B; Landkreis Düren |
| Hochkirchen                | 4 32 855       | 01.01.1969              | A > Nörvenich |
| Hochneukirch               | 1 34 119       | 23.08.1946              | B; Kreis, bis 1969 Landkreis Grevenbroich |
| Hochneukirch               | 1 34 119       | 01.01.1975              | A > Jüchen |
| Hoengen                    | 4 31 123       | 23.08.1946              | B; Kreis, bis 1969 Landkreis Aachen |
| Hoengen                    | 4 31 123       | 01.01.1972              | A > Alsdorf |
| Hoeningen                  | 1 34 311       | 23.08.1946              | B; Kreis, bis 1969 Landkreis Grevenbroich |
| Hoeningen                  | 1 34 311       | 01.01.1975              | A > Rommerskirchen |
| Hoetmar                    | 5 40 313       | 23.08.1946              | B; Landkreis Warendorf |
| Hoetmar                    | 5 40 313       | 01.07.1969              | A > Freckenhorst |
| Höfen                      | 4 35 311       | 23.08.1946              | B; Kreis, bis 1969 Landkreis Monschau |
| Höfen                      | 4 35 311       | 01.01.1972              | A > Monschau |
| Hohehaus                   | 7 36 917       | 23.08.1946              | B; Landkreis Höxter |
| Hohehaus                   | 7 36 917       | 01.01.1970              | A > Marienmünster |
| Hohenhain                  | 8 39 518       | 23.08.1946              | B; Landkreis Siegen |
| Hohenhain                  | 8 39 518       | 01.01.1969              | A > Freudenberg |
| Hohenhausen                | I7 37 145I     | 21.01.1947              | ÄL < Lippe; Landkreis Lemgo |
| Hohenhausen                | I7 37 145I     | 01.07.1966              | TE < Forstbezirk Langenholzhausen |
| Hohenhausen                | I7 37 145I     | 01.01.1969              | A > Kalletal |
| Hohenlimburg               | 8 35 111       | 23.08.1946              | B; Kreis, bis 1969 Landkreis Iserlohn |
| Hohenlimburg               | 8 35 111       | 01.01.1975              | A > HagenI |
| Hohenwepel                 | 7 41 516       | 23.08.1946              | B; Kreis, bis 1969 Landkreis Warburg |
| Hohenwepel                 | 7 41 516       | 01.01.1975              | A > Warburg |
| Hohkeppel                  | 3 36 212       | 23.08.1946              | B; Oberbergischer Kreis |
| Hohkeppel                  | 3 36 212       | 01.01.1975              | A > Engelskirchen, Lindlar (grt) und Overath                                                                                                 |
| Hohn                       | 4 36 955       | 23.08.1946              | B; Landkreis Schleiden |
| Hohn                       | 4 36 955       | 01.07.1969              | A > Bad Münstereifel (grt) und Nettersheim                                                                                                   |
| Höingen                    | 8 40 316       | 23.08.1946              | B; Landkreis Soest |
| Höingen                    | 8 40 316       | 01.07.1969              | A > Ense |
| Hoinkhausen                | 8 36 415       | 23.08.1946              | B; Kreis, bis 1969 Landkreis Lippstadt |
| Hoinkhausen                | 8 36 415       | 01.01.1975              | A > Rüthen |
| Hollen                     | 7 31 212       | 23.08.1946              | B; Landkreis Bielefeld |
| Hollen                     | 7 31 212       | 01.01.1970              | A > Gütersloh |
| Hollerath                  | 4 36 512       | 23.08.1946              | B; Landkreis Schleiden |
| Hollerath                  | 4 36 512       | 01.07.1969              | A > Hellenthal |
| HolsenI                    | 7 35 314       | 23.08.1946              | B; Landkreis Herford |
| HolsenI                    | 7 35 314       | 01.01.1969              | A > Bünde (grt) und Rödinghausen |
| HolsenII                   | 7 38 514       | 23.08.1946              | B; Kreis, bis 1969 Landkreis Lübbecke |
| HolsenII                   | 7 38 514       | 01.01.1973              | A > Hüllhorst |
| Holtfeld                   | 7 34 215       | 23.08.1946              | B; Landkreis Halle (Westfalen) |
| Holtfeld                   | 7 34 215       | 01.07.1969              | A > Borgholzhausen |
| HolthausenI                | 9 34 213       | 23.08.1946              | B; Ennepe-Ruhr-Kreis |
| HolthausenI                | 9 34 213       | 01.04.1966              | A > Blankenstein |
| HolthausenII               | 5 38 311       | 23.08.1946              | B; Landkreis Steinfurt |
| HolthausenII               | 5 38 311       | 01.07.1969              | A > Laer |
| Holtheim                   | 7 32 416       | 23.08.1946              | B; Kreis, bis 1969 Landkreis Büren |
| Holtheim                   | 7 32 416       | 01.01.1975              | A > Lichtenau |
| Holtkamp                   | 7 31 213       | 23.08.1946              | B; Landkreis Bielefeld |
| Holtkamp                   | 7 31 213       | 01.01.1970              | A > Brackwede |
| Holtrup                    | 7 39 414       | 23.08.1946              | B; Kreis, bis 1969 Landkreis Minden |
| Holtrup                    | 7 39 414       | 01.01.1973              | A > Porta Westfalica |
| Holtum                     | 8 40 712       | 23.08.1946              | B; Landkreis Soest |
| Holtum                     | 8 40 712       | 01.07.1969              | A > Werl |
| HoltwickI                  | 5 33 415       | 23.08.1946              | B; Kreis, bis 1969 Landkreis Borken |
| HoltwickI                  | 5 33 415       | 01.01.1975              | A > Bocholt |
| HoltwickII                 | 5 34 612       | 23.08.1946              | B; Kreis, bis 1969 Landkreis Coesfeld |
| HoltwickII                 | 5 34 612       | 01.01.1975              | A > Rosendahl |
| Holzem                     | 3 32 713       | 23.08.1946              | B; Landkreis Bonn |
| Holzem                     | 3 32 713       | 01.08.1969              | A > Wachtberg |
| HolzenI                    | 8 32 4179      | 23.08.1946              | B; Kreis, bis 1969 Landkreis Arnsberg |
| HolzenI                    | 8 32 4179      | 01.01.1975              | A > Arnsberg (grt), Balve und Menden (Sauerland)                                                                                             |
| HolzenII                   | 9 35 513       | 23.08.1946              | B; Landkreis, ab 1969 Kreis Iserlohn |
| HolzenII                   | 9 35 513       | 01.01.1975              | A > Dortmund (grt) und Schwerte |
| Holzhausen I               | 7 39 415       | 23.08.1946              | B; Landkreis Minden |
| Holzhausen I               | 7 39 415       | ?                       | NÄ > Holzhausen an der Porta |
| Holzhausen II              | 7 39 315       | 23.08.1946              | B; Kreis, bis 1969 Landkreis Minden |
| Holzhausen II              | 7 39 315       | 01.01.1973              | A > Hille (grt) und Minden |
| HolzhausenIII              | 7 36 715       | 23.08.1946              | B; Kreis, bis 1969 Landkreis Höxter |
| HolzhausenIII              | 7 36 715       | 01.01.1970              | A > Nieheim |
| HolzhausenIV               | 7 38 716       | 23.08.1946              | B; Kreis, bis 1969 Landkreis Lübbecke |
| HolzhausenIV               | 7 38 716       | 01.01.1973              | A > Hüllhorst, Lübbecke und Preußisch Oldendorf (grt)                                                                                        |
| HolzhausenV                | 8 39 214       | 23.08.1946              | B; Landkreis Siegen |
| HolzhausenV                | 8 39 214       | 01.01.1969              | A > Burbach |
| HolzhausenVI               | 8 42 422       | 23.08.1946              | B; Kreis, bis 1969 Landkreis Wittgenstein |
| HolzhausenVI               | 8 42 422       | 01.01.1975              | A > Laasphe |
| HolzhausenVII              | 7 37 146       | 21.01.1947              | ÄL < Lippe; Landkreis Lemgo |
| HolzhausenVII              | 7 37 146       | 01.04.1961              | TA > Schötmar |
| HolzhausenVII              | 7 37 146       | 01.01.1969              | A > Bad Salzuflen |
| Holzhausen an der Porta    | 7 39 415       | ?                       | NÄ < Holzhausen I; Kreis, bis 1969 Landkreis Minden                                                                                          |
| Holzhausen an der Porta    | 7 39 415       | 01.01.1973              | A > Porta Westfalica |
| Holzhausen-Externsteine    | 7 33 146       | 21.01.1947              | ÄL < Lippe; Landkreis, ab dem 01.10.1969 Kreis Detmold                                                                                       |
| Holzhausen-Externsteine    | 7 33 146       | 01.01.1970              | A > Bad Meinberg-Horn |
| HolzheimI                  | 1 34 121       | 23.08.1946              | B; Kreis, bis 1969 Landkreis Grevenbroich |
| HolzheimI                  | 1 34 121       | 01.01.1975              | A > Neuss |
| HolzheimII                 | 4 36 813       | 23.08.1946              | B; Landkreis Schleiden |
| HolzheimII                 | 4 36 813       | 01.07.1969              | A > Mechernich |
| Holzlar                    | 3 37 413       | 23.08.1946              | B; Siegkreis |
| Holzlar                    | 3 37 413       | 01.08.1969              | A > Bonn (grt) und Sankt Augustin |
| Holzmülheim                | 4 36 956       | 23.08.1946              | B; Landkreis Schleiden |
| Holzmülheim                | 4 36 956       | 01.07.1969              | A > Bad Münstereifel und Nettersheim (grt)                                                                                                   |
| Holzweiler                 | 4 33 412       | 23.08.1946              | B; Kreis, bis 1969 Landkreis Erkelenz |
| Holzweiler                 | 4 33 412       | 01.01.1972              | A > Erkelenz |
| Holzwickede                | 9 41 515       | 23.08.1946              | B; Kreis, bis 1969 Landkreis Unna |
| Holzwickede                | 9 41 116       | 01.01.1968              | E < Hengsen und Opherdicke |
| Holzwickede                | 9 78 016       | 01.01.1975              | ÄKr |
| Homberg                    | 2 37 111       | 23.08.1946              | B; Kreis, bis 1969 Landkreis Moers |
| Homberg                    | 2 37 111       | 01.01.1975              | A > Duisburg |
| Homberg-Bracht-Bellscheidt | I1 32 412I     | 23.08.1946              | B; Landkreis Düsseldorf-Mettmann |
| Homberg-Bracht-Bellscheidt | I1 32 412I     | 01.04.1967              | A > Homberg-Meiersberg |
| Homberg-Meiersberg         | II1 32 412II   | 01.04.1967              | N < Homberg-Bracht-Bellscheidt und Meiersberg; Kreis, bis 1969 Landkreis Düsseldorf-Mettmann                                                 |
| Homberg-Meiersberg         | II1 32 412II   | 01.01.1975              | A > Heiligenhaus, Mettmann und Ratingen (grt)                                                                                                |
| Homburg                    | IIa3 35 114IIa | 01.07.1969              | N < Marienberghausen, Nümbrecht (grt) und Waldbröl (t); Oberbergischer Kreis                                                                 |
| Homburg                    | IIa3 35 114IIa | 1969/70                 | NÄ > Nümbrecht |
| Homer                      | 5 33 513       | 23.08.1946              | B; Landkreis Borken |
| Homer                      | 5 33 513       | 01.07.1969              | A > Raesfeld |
| Hommersum                  | 1 36 213       | 23.08.1946              | B; Landkreis Kleve |
| Hommersum                  | 1 36 213       | 01.07.1969              | A > Goch |
| Höngen                     | 4 37 813       | 23.08.1946              | B; Landkreis Geilenkirchen-Heinsberg |
| Höngen                     | 4 37 813       | 23.04.1949              | ÄL > Niederlande (U > Drostambt Tudderen) |
| Höngen                     | 4 37 813       | 01.08.1963              | ÄL < Niederlande (TU < Drostambt Tudderen)                                                                                                   |
| Höngen                     | 4 37 813       | 01.07.1969              | A > Selfkant |
| Honnef am Rhein            | Ia3 37 111Ia   | 23.08.1946              | B; Siegkreis |
| Honnef am Rhein            | Ia3 37 111Ia   | 26.01.1960              | NÄ > Bad Honnef am Rhein |
| Hönnepel                   | 1 36 416       | 23.08.1946              | B; Landkreis Kleve |
| Hönnepel                   | 1 36 416       | 01.07.1969              | A > KalkarII |
| Höntrup                    | 7 33 147       | 21.01.1947              | ÄL < Lippe; Landkreis, ab dem 01.10.1969 Kreis Detmold                                                                                       |
| Höntrup                    | 7 33 147       | 01.01.1970              | A > Blomberg |
| Hoppecke                   | 8 33 713       | 23.08.1946              | B; Kreis, bis 1969 Landkreis Brilon |
| Hoppecke                   | 8 33 713       | 01.01.1975              | A > Brilon |
| Hopsten                    | 5 39 212       | 23.08.1946              | B; Kreis, bis 1969 Landkreis Tecklenburg |
| Hopsten                    | 5 66 020       | 01.01.1975              | E < Halverde und Schale; ÄK > Kreis Steinfurt                                                                                                |
| Horn                       | 7 33 148       | 21.01.1947              | ÄL < Lippe; Landkreis, ab dem 01.10.1969 Kreis Detmold                                                                                       |
| Horn                       | 7 33 148       | ca. Ende 1967           | E < Forstbezirk Horn |
| Horn                       | 7 33 148       | 01.01.1970              | A > Bad Meinberg-Horn |
| Horn, Forstbezirk          |                |                         | → Forstbezirk Horn |
| Horn-Bad Meinberg          | IIb7 33 116IIb | 10.09.1970              | NÄ < Bad Meinberg-Horn; Kreis Detmold |
| Horn-Bad Meinberg          | II7 37 118II   | 01.01.1973              | ÄK > Kreis Lippe |
| Horn-Bad Meinberg          | 7 66 032       | 01.01.1975              | ÄNr |
| Horneburg                  | 6 37 612       | 23.08.1946              | B; Kreis, bis 1969 Landkreis Recklinghausen                                                                                                  |
| Horneburg                  | 6 37 612       | 01.01.1975              | A > Datteln |
| Horn-Mielinghausen         |                | 23.08.1946              | B; Landkreis Lippstadt |
| Horn-Mielinghausen         | 23.09.1954     | NÄ > Horn-Millinghausen | |
| Horn-Millinghausen         | 8 36 319       | 23.09.1954              | NÄ < Horn-Mielinghausen; Kreis, bis 1969 Landkreis Lippstadt                                                                                 |
| Horn-Millinghausen         | 8 36 319       | 01.01.1975              | A > Erwitte |
| Hornoldendorf              | 7 33 149       | 21.01.1947              | ÄL < Lippe; Landkreis, ab dem 01.10.1969 Kreis Detmold                                                                                       |
| Hornoldendorf              | 7 33 149       | 01.01.1970              | A > Detmold |
| Horrem                     | 3 31 611       | 23.08.1946              | B; Kreis, bis 1969 Landkreis Bergheim (Erft)                                                                                                 |
| Horrem                     | 3 31 611       | 01.01.1975              | A > Kerpen (grt) |
| Horst                      | 4 37 752       | 23.08.1946              | B; Landkreis Geilenkirchen-Heinsberg |
| Horst                      | 4 37 752       | 1951                    | NÄK > Selfkantkreis Geilenkirchen-Heinsberg                                                                                                  |
| Horst                      | 4 37 752       | 01.01.1972              | A > Oberbruch-Dremmen |
| HörsteI                    | 7 32 515       | 23.08.1946              | B; Kreis, bis 1969 Landkreis Büren |
| HörsteI                    | 7 32 515       | 01.01.1975              | A > Lippstadt |
| HörsteII                   | 7 34 319       | 23.08.1946              | B; Kreis, bis 1969 Landkreis Halle (Westfalen)                                                                                               |
| HörsteII                   | 7 34 319       | 01.01.1973              | A > Halle (Westfalen) |
| HörsteIII                  | 7 33 151       | 21.01.1947              | ÄL < Lippe; Landkreis, ab dem 01.10.1969 Kreis Detmold                                                                                       |
| HörsteIII                  | 7 33 151       | 01.04.1958              | TA > Augustdorf |
| HörsteIII                  | 7 33 151       | 01.01.1970              | A > Augustdorf und Lage (grt) |
| Hörstel                    | 5 39 513       | 23.08.1946              | B; Kreis, bis 1969 Landkreis Tecklenburg |
| Hörstel                    | 5 66 016       | 01.01.1975              | E < Bevergern, Dreierwalde und Riesenbeck; TE < Elte und Rheine rechts der Ems; TA > Ibbenbüren; ÄK > Kreis Steinfurt                        |
| Horstmar                   | 5 38 211       | 23.08.1946              | B; Kreis, bis 1969 Landkreis Steinfurt |
| Horstmar                   | 5 38 122       | 01.07.1969              | E < Leer |
| Horstmar                   | 5 66 024       | 01.01.1975              | ÄNr |
| Hörstmar                   | 7 33 152       | 21.01.1947              | ÄL < Lippe; Landkreis, ab dem 01.10.1969 Kreis Detmold                                                                                       |
| Hörstmar                   | 7 33 152       | 01.01.1970              | A > Lemgo |
| Hösel                      | 1 32 214       | 23.08.1946              | B; Kreis, bis 1969 Landkreis Düsseldorf-Mettmann                                                                                             |
| Hösel                      | 1 32 214       | 01.01.1975              | A > Ratingen |
| Hostel                     | 4 36 617       | 23.08.1946              | B; Landkreis Schleiden |
| Hostel                     | 4 36 617       | 01.07.1969              | A > Mechernich |
| Hottorf                    | 4 34 616       | 23.08.1946              | B; Landkreis Jülich |
| Hottorf                    | 4 34 616       | 01.07.1969              | A > Linnich |
| Houverath                  | 3 33 753       | 23.08.1946              | B; Landkreis Euskirchen |
| Houverath                  | 3 33 753       | 01.07.1969              | A > Bad Münstereifel |
| Hövel                      | 8 32 418       | 23.08.1946              | B; Kreis, bis 1969 Landkreis Arnsberg |
| Hövel                      | 8 32 418       | 01.01.1975              | A > Balve und Sundern (Sauerland) (grt) |
| Hövelhof                   | 7 40 512       | 23.08.1946              | B; Kreis, bis 1969 Landkreis Paderborn |
| Hövelhof                   | 7 40 512       | 01.10.1958              | TE < Ostenland |
| Hövelhof                   | 7 74 024       | 01.01.1975              | TE < Ostenland; TA > Paderborn |
| Hovestadt                  | 8 40 614       | 23.08.1946              | B; Landkreis Soest |
| Hovestadt                  | 8 40 614       | 01.07.1969              | A > Lippetal |
| Hoxfeld                    | 5 33 514       | 23.08.1946              | B; Landkreis Borken |
| Hoxfeld                    | 5 33 514       | 01.07.1969              | A > Borken |
| Höxter                     | I7 36 112I     | 23.08.1946              | B; Kreis, bis 1969 Landkreis Höxter |
| Höxter                     | 7 36 114       | 01.01.1970              | E < Albaxen, Bödexen, Bosseborn, Brenkhausen, BruchhausenIII, Fürstenau, Godelheim, Lüchtringen, Lütmarsen, Ottbergen, Ovenhausen und Stahle |
| Höxter                     | 7 36 114       | 01.10.1971              | ÄL > Niedersachsen (TU > Holzminden, Landkreis Holzminden, Regierungsbezirk Hildesheim)                                                      |
| Höxter                     | 7 36 114       | 01.10.1971              | ÄL < Niedersachsen (TU < Holzminden, Landkreis Holzminden, Regierungsbezirk Hildesheim)                                                      |
| Höxter                     | 7 62 020       | 01.01.1975              | ÄNr |

#### Hu
| Gemeinde            | AGS          | Datum      | Kreiszugehörigkeit; Maßnahme |
| ------------------- | ------------ | ---------- | --- |
| Hubbelrath          | 1 32 413     | 23.08.1946 | B; Kreis, bis 1969 Landkreis Düsseldorf-Mettmann |
| Hubbelrath          | 1 32 413     | 01.01.1975 | A > Düsseldorf |
| Hüchelhoven         | 3 31 313     | 23.08.1946 | B; Kreis, bis 1969 Landkreis Bergheim (Erft) |
| Hüchelhoven         | 3 31 313     | 01.01.1975 | A > BergheimII (grt) |
| Huchem-Stammeln     | 4 32 312     | 23.08.1946 | B; Landkreis Düren |
| Huchem-Stammeln     | 4 32 312     | 01.07.1969 | A > Niederzier |
| Huchzen             | 7 38 515     | 23.08.1946 | B; Kreis, bis 1969 Landkreis Lübbecke |
| Huchzen             | 7 38 515     | 01.01.1973 | A > Hüllhorst |
| Hückelhoven         | II4 33 113II | 01.01.1972 | N < Baal, Brachelen (t), Doveren (t), Myhl (t), Hückelhoven-Ratheim und Rurich; Kreis Heinsberg                                                                                                |
| Hückelhoven         | 3 40 115     | 01.08.1972 | ÄB > Regierungsbezirk Köln |
| Hückelhoven         | 3 70 020     | 01.01.1975 | ÄNr |
| Hückelhoven-Ratheim | I4 33 113I   | 23.08.1946 | B; Kreis, bis 1969 Landkreis Erkelenz |
| Hückelhoven-Ratheim | I4 33 113I   | 01.01.1972 | A > Hückelhoven |
| Hücker-Aschen       | 7 35 812     | 23.08.1946 | B; Landkreis Herford |
| Hücker-Aschen       | 7 35 812     | 01.01.1969 | A > Spenge |
| Hückeswagen         | 1 39 114     | 23.08.1946 | B; Rhein-Wupper-Kreis |
| Hückeswagen         | 3 74 016     | 01.01.1975 | TA > Remscheid; ÄK > Oberbergischer Kreis; ÄB > Regierungsbezirk Köln |
| Hüffen              | 7 35 315     | 23.08.1946 | B; Landkreis Herford |
| Hüffen              | 7 35 315     | 01.01.1969 | A > Bünde |
| Huisberden          | 1 36 314     | 23.08.1946 | B; Landkreis Kleve |
| Huisberden          | 1 36 314     | 01.07.1969 | A > Bedburg-Hau |
| Hullern             | 6 37 312     | 23.08.1946 | B; Kreis, bis 1969 Landkreis Recklinghausen |
| Hullern             | 6 37 312     | 01.01.1975 | A > Haltern |
| Hüllhorst           | 7 38 516     | 23.08.1946 | B; Kreis, bis 1969 Landkreis Lübbecke |
| Hüllhorst           | 7 39 115     | 01.01.1973 | E < Bröderhausen, Büttendorf, HolsenII, Huchzen, Schnathorst und Tengern; TE < Ahlsen-Reineberg, Blasheim, HolzhausenIV, Lübbecke, Nettelstedt und Oberbauerschaft; ÄK > Kreis Minden-Lübbecke |
| Hüllhorst           | 7 70 016     | 01.01.1975 | ÄNr |
| Hülm                | 1 36 214     | 23.08.1946 | Landkreis Kleve |
| Hülm                | 1 36 214     | 01.07.1969 | A > Goch |
| Hüls                | 1 35 126     | 23.08.1946 | B; Landkreis, ab dem 01.10.1969 Kreis Kempen-Krefeld |
| Hüls                | 1 35 126     | 01.01.1970 | A > KempenII |
| Hülscheid           | 8 31 411     | 23.08.1946 | B; Landkreis Altena |
| Hülscheid           | 8 31 411     | 01.01.1969 | A > Lüdenscheid, Stadt und Schalksmühle (grt) |
| Hülsten             | 5 33 313     | 23.08.1946 | B; Landkreis Borken |
| Hülsten             | 5 33 313     | 01.07.1969 | A > Reken |
| Hultrop             | 8 40 615     | 23.08.1946 | B; Landkreis Soest |
| Hultrop             | 8 40 615     | 01.07.1969 | A > Lippetal |
| Humfeld             | 7 37 147     | 21.01.1947 | ÄL < Lippe; Landkreis Lemgo |
| Humfeld             | 7 37 147     | 01.01.1969 | A > Barntrup und Dörentrup (grt) |
| Hummersen           | 7 33 153     | 21.01.1947 | ÄL < Lippe; Landkreis, ab dem 01.10.1969 Kreis Detmold |
| Hummersen           | 7 33 153     | 01.01.1970 | A > Lügde |
| Hundewick           | 5 31 514     | 23.08.1946 | B; Landkreis Ahaus |
| Hundewick           | 5 31 514     | 01.08.1964 | A > Kirchspiel Stadtlohn |
| Hüngersdorf         | 4 36 217     | 23.08.1946 | B; Landkreis Schleiden |
| Hüngersdorf         | 4 36 217     | 01.07.1969 | A > Blankenheim |
| Hunnebrock          | 7 35 316     | 23.08.1946 | B; Landkreis Herford |
| Hunnebrock          | 7 35 316     | 01.01.1969 | A > Bünde |
| Hünningen           | 8 40 317     | 23.08.1946 | B; Landkreis Soest |
| Hünningen           | 8 40 317     | 01.07.1969 | A > Ense |
| Hünxe               | 2 31 213     | 23.08.1946 | B; Kreis, bis 1969 Landkreis Dinslaken |
| Hünxe               | 2 31 213     | 01.09.1960 | E < Bruckhausen und Bucholtwelmen |
| Hünxe               | 1 70 016     | 01.01.1975 | E < Drevenack, Gartrop-Bühl und Krudenburg; TA > Voerde (Niederrhein); ÄK > Kreis Wesel |
| Hurl                | a1 38 412a   | 23.08.1946 | B; Kreis, bis 1969 Landkreis Rees |
| Hurl                | a1 38 412a   | 1963       | NÄ > Empel |
| Hürtgen             | I4 32 915I   | 23.08.1946 | B; Landkreis Düren |
| Hürtgen             | I4 32 915I   | 01.07.1969 | A > Hürtgenwald |
| Hürtgenwald         | II4 32 915II | 01.07.1969 | N < Bergstein, Brandenberg, Gey, Großhau, Hürtgen, Kleinhau und Straß; Kreis, bis zum 30.09.1969 Landkreis Düren                                                                               |
| Hürtgenwald         | 4 32 115     | 01.01.1972 | E < Vossenack; TE < Schmidt; TA > Kreuzau (aus Straß) |
| Hürtgenwald         | 3 39 113     | 01.08.1972 | ÄB > Regierungsbezirk Köln |
| Hürtgenwald         | 3 58 016     | 01.01.1975 | ÄNr |
| Hürth               | 3 34 114     | 23.08.1946 | B; Kreis, bis 1969 Landkreis Köln |
| Hürth               | 3 62 028     | 01.01.1975 | TE < Frechen; TA > Brühl und Köln; ÄK > Erftkreis |
| Hürth               | 3 62 028     | 01.11.2003 | NÄK > Rhein-Erft-Kreis |
| Husen               | 7 32 219     | 23.08.1946 | B; Kreis, bis 1969 Landkreis Büren |
| Husen               | 7 32 219     | 01.01.1975 | A > Lichtenau |
| Hüthum              | 1 38 213     | 23.08.1946 | B; Landkreis Rees |
| Hüthum              | 1 38 213     | 01.07.1969 | A > Emmerich |
| Hüttental           | 8 39 113     | 01.07.1966 | N < Birlenbach, Buchen, Dillnhütten, Geisweid, Langenholdinghausen, Niedersetzen, Obersetzen, SohlbachII (Amt Weidenau) und Weidenau; Kreis, bis 1969 Landkreis Siegen                         |
| Hüttental           | 8 39 113     | 01.01.1969 | E < Meiswinkel |
| Hüttental           | 8 39 113     | 01.01.1975 | A > Siegen |

### I
| Gemeinde        | AGS          | Datum      | Kreiszugehörigkeit; Maßnahme                                                                                                |
| --------------- | ------------ | ---------- | --- |
| Ibbenbüren      | 5 39 312     | 23.08.1946 | B; Kreis, bis 1969 Landkreis Tecklenburg                                                                                    |
| Ibbenbüren      | 5 66 028     | 01.01.1975 | TE < Brochterbeck, Hörstel, Ibbenbüren-Land, Ledde, Mettingen und Recke; ÄK > Steinfurt                                     |
| Ibbenbüren-Land | 5 39 311     | 23.08.1946 | B; Kreis, bis 1969 Landkreis Tecklenburg                                                                                    |
| Ibbenbüren-Land | 5 39 311     | 01.01.1975 | A > Ibbenbüren (grt) und Mettingen                                                                                          |
| Iggenhausen     | 7 32 417     | 23.08.1946 | B; Kreis, bis 1969 Landkreis Büren                                                                                          |
| Iggenhausen     | 7 32 417     | 01.01.1975 | A > Lichtenau |
| Ihmert          | 8 35 316     | 23.08.1946 | B; Kreis, bis 1969 Landkreis Iserlohn                                                                                       |
| Ihmert          | 8 35 316     | 01.01.1969 | TE < Evingsen |
| Ihmert          | 8 35 316     | 01.01.1975 | A > Hemer (grt) und Iserlohn                                                                                                |
| Ikenhausen      | 7 41 416     | 23.08.1946 | B; Kreis, bis 1969 Landkreis Warburg                                                                                        |
| Ikenhausen      | 7 41 416     | 01.01.1975 | A > Willebadessen |
| Illingen        | 8 40 713     | 23.08.1946 | B; Landkreis Soest |
| Illingen        | 8 40 713     | 01.07.1969 | A > Welver |
| Ilse            | 7 39 718     | 23.08.1946 | B; Kreis, bis 1969 Landkreis Minden                                                                                         |
| Ilse            | 7 39 718     | 01.01.1973 | A > Petershagen |
| Ilserheide      | 7 39 719     | 23.08.1946 | B; Kreis, bis 1969 Landkreis Minden                                                                                         |
| Ilserheide      | 7 39 719     | 01.01.1973 | A > Petershagen |
| Ilverich        | 1 35 211     | 23.08.1946 | B; Landkreis, ab dem 01.10.1969 Kreis Kempen-Krefeld                                                                        |
| Ilverich        | 1 35 211     | 01.01.1970 | A > Meerbusch |
| Ilvese          | 7 39 721     | 23.08.1946 | B; Kreis, bis 1969 Landkreis Minden                                                                                         |
| Ilvese          | 7 39 721     | 01.01.1973 | A > Petershagen |
| Imgenbroich     | 4 35 212     | 23.08.1946 | B; Kreis, bis 1969 Landkreis Monschau                                                                                       |
| Imgenbroich     | 4 35 212     | 01.01.1972 | A > Monschau (grt) |
| Immendorf       | 4 37 612     | 23.08.1946 | B; Landkreis Geilenkirchen-Heinsberg                                                                                        |
| Immendorf       | 4 37 612     | 1951       | NÄK > Selfkantkreis Geilenkirchen-Heinsberg                                                                                 |
| Immendorf       | 4 37 612     | 01.01.1972 | A > Geilenkirchen |
| Immerath        | 4 33 413     | 23.08.1946 | B; Kreis, bis 1969 Landkreis Erkelenz                                                                                       |
| Immerath        | 4 33 413     | 01.01.1972 | A > Erkelenz |
| Impekoven       | 3 32 315     | 23.08.1946 | B; Landkreis Bonn |
| Impekoven       | 3 32 315     | 01.08.1969 | A > Alfter |
| Inden           | 4 34 412     | 23.08.1946 | B; Kreis, bis 1969 Landkreis Jülich                                                                                         |
| Inden           | 4 32 116     | 01.01.1972 | E < Altdorf, Lamersdorf, Lucherberg und Schophoven; TE < Frenz (grt), Langerwehe, Luchem und Pier (grt); ÄK > Kreis Düren   |
| Inden           | 3 39 114     | 01.08.1972 | ÄB > Regierungsbezirk Köln                                                                                                  |
| Inden           | 3 58 020     | 01.01.1975 | ÄNr |
| Inger           | 3 37 314     | 23.08.1946 | B; Siegkreis |
| Inger           | 3 37 314     | 01.08.1969 | A > Lohmar |
| Ippendorf       | 3 32 316     | 23.08.1946 | B; Landkreis Bonn |
| Ippendorf       | 3 32 316     | 01.08.1969 | A > Bonn |
| Irmgarteichen   | 8 39 729     | 23.08.1946 | B; Landkreis Siegen |
| Irmgarteichen   | 8 39 729     | 01.01.1969 | A > Netphen |
| Irresheim       | 4 32 856     | 23.08.1946 | B; Landkreis Düren |
| Irresheim       | 4 32 856     | 01.01.1969 | A > Nörvenich |
| Isenstedt       | 7 38 414     | 23.08.1946 | B; Kreis, bis 1969 Landkreis Lübbecke                                                                                       |
| Isenstedt       | 7 38 414     | 01.04.1955 | TA > Frotheim |
| Isenstedt       | 7 38 414     | 01.01.1973 | A > Espelkamp (grt) und Lübbecke                                                                                            |
| Iserlohn        | 8 17 000     | 23.08.1946 | B; kreisfreie Stadt, bis 1953 Stadtkreis Iserlohn                                                                           |
| Iserlohn        | 8 17 000     | 01.10.1956 | TE < Oestrich |
| Iserlohn        | 8 17 000     | 01.04.1971 | GA < > Letmathe |
| Iserlohn        | 9 62 024     | 01.01.1975 | E < Hennen und Letmathe; TE < Hemer, Ihmert, Kesbern und Sümmern; ÄK > Märkischer Kreis                                     |
| Isingdorf       | 7 34 512     | 23.08.1946 | B; Kreis, bis 1969 Landkreis Halle (Westfalen)                                                                              |
| Isingdorf       | 7 34 512     | 01.01.1963 | TA > Kirchdornberg |
| Isingdorf       | 7 34 512     | 01.01.1973 | A > Bielefeld und Werther (Westf.) (grt)                                                                                    |
| Isselburg       | 1 38 112     | 23.08.1946 | B; Landkreis, ab 1969 Kreis Rees                                                                                            |
| Isselburg       | 5 54 032     | 01.01.1975 | E < Anholt, Heelden, Herzebocholt, Vehlingen und Werth; TE < Wertherbruch; ÄK > Kreis Borken; ÄB > Regierungsbezirk Münster |
| Isselhorst      | 7 31 214     | 23.08.1946 | B; Landkreis Bielefeld |
| Isselhorst      | 7 31 214     | 01.01.1970 | A > Brackwede und Gütersloh (grt)                                                                                           |
| Issum           | I2 33 113I   | 23.08.1946 | B; Kreis, bis 1969 Landkreis Geldern                                                                                        |
| Issum           | II2 33 112II | 01.07.1969 | E < Sevelen |
| Issum           | 1 54 020     | 01.01.1975 | ÄK > Kreis Kleve |
| IstrupI         | 7 36 318     | 23.08.1946 | B; Landkreis, ab dem 01.10.1969 Kreis Höxter                                                                                |
| IstrupI         | 7 36 318     | 01.01.1970 | A > Brakel |
| IstrupII        | 7 33 154     | 21.01.1947 | ÄL < Lippe; Landkreis, ab dem 01.10.1969 Kreis Detmold                                                                      |
| IstrupII        | 7 33 154     | 01.01.1970 | A > Blomberg |
| Ittenbach       | 3 37 212     | 23.08.1946 | B; Siegkreis |
| Ittenbach       | 3 37 212     | 01.08.1969 | A > Königswinter |
| Iversheim       | 3 33 754     | 23.08.1946 | B; Landkreis Euskirchen |
| Iversheim       | 3 33 754     | 01.07.1969 | A > Bad Münstereifel |

### J
| Gemeinde        | AGS      | Datum      | Kreiszugehörigkeit; Maßnahme |
| --------------- | -------- | ---------- | --- |
| Jakobsberg      | 7 36 219 | 23.08.1946 | B; Landkreis, ab dem 01.10.1969 Kreis Höxter |
| Jakobsberg      | 7 36 219 | 01.01.1970 | A > Beverungen |
| Jakobwüllesheim | 4 32 957 | 23.08.1946 | B; Landkreis Düren |
| Jakobwüllesheim | 4 32 957 | 01.07.1969 | A > Vettweiß |
| Jerxen-Orbke    | 7 33 215 | 21.01.1947 | ÄL < Lippe; Landkreis, ab dem 01.10.1969 Kreis Detmold |
| Jerxen-Orbke    | 7 33 215 | 01.01.1970 | A > Detmold |
| Jöllenbeck      | 7 31 511 | 10.08.1952 | N < Niederjöllenbeck und Oberjöllenbeck; Kreis, bis 1969 Landkreis Bielefeld                                                                                   |
| Jöllenbeck      | 7 31 511 | 01.01.1973 | A > Bielefeld |
| Jössen          | 7 39 722 | 23.08.1946 | B; Kreis, bis 1969 Landkreis Minden |
| Jössen          | 7 39 722 | 01.01.1973 | A > Petershagen |
| Jüchen          | 1 34 712 | 23.08.1946 | B; Kreis, bis 1969 Landkreis Grevenbroich |
| Jüchen          | 1 34 127 | 01.08.1964 | ÄNr |
| Jüchen          | 1 62 012 | 01.01.1975 | E < Hochneukirch; TE < Bedburdyck und Garzweiler; TA > Mönchengladbach; ÄK > Kreis Neuss                                                                       |
| Jüchen          | 1 62 012 | 01.07.2003 | NÄK > Rhein-Kreis Neuss |
| Jülich          | 4 34 111 | 23.08.1946 | B; Kreis, bis 1969 Landkreis Jülich |
| Jülich          | 4 32 117 | 01.01.1972 | E < Barmen, BroichI, Kirchberg, Koslar, Mersch, Merzenhausen, PatternII bei Mersch, Stetternich und Welldorf; TE < Bourheim; TA > Niederzier; ÄK > Kreis Düren |
| Jülich          | 3 39 115 | 01.08.1972 | ÄB > Regierungsbezirk Köln |
| Jülich          | 3 58 024 | 01.01.1975 | ÄNr |
| Jüngersdorf     | 4 32 551 | 23.08.1946 | B; Kreis, bis 1969 Landkreis Düren |
| Jüngersdorf     | 4 32 551 | 01.01.1972 | A > Langerwehe |
| Juntersdorf     | 4 32 958 | 23.08.1946 | B; Landkreis Düren |
| Juntersdorf     | 4 32 958 | 01.07.1969 | A > Füssenich |

### K

#### Ka
| Gemeinde        | AGS          | Datum                | Kreiszugehörigkeit; Maßnahme |
| --------------- | ------------ | -------------------- | --- |
| Kaan            |              | 23.08.1946           | B; Landkreis Siegen |
| Kaan            | 09.01.1948   | NÄ > Kaan-Marienborn | |
| Kaan-Marienborn | 8 39 814     | 09.01.1948           | NÄ < Kaan; Landkreis Siegen |
| Kaan-Marienborn | 8 39 814     | 01.07.1966           | A > Siegen |
| Kaarst          | 1 34 122     | 23.08.1946           | B; Kreis, bis 1969 Landkreis Grevenbroich |
| Kaarst          | 1 62 016     | 01.01.1975           | TE < Büttgen und Kleinenbroich; TA > Neuss; ÄK > Kreis Neuss |
| Kaarst          | 1 62 016     | 01.07.2003           | NÄK > Rhein-Kreis Neuss |
| Kachtenhausen   | b7 37 185b   | 11.12.1963           | NÄ < WellentrupII; Landkreis, ab dem 01.10.1969 Kreis Lemgo |
| Kachtenhausen   | b7 37 185b   | 01.01.1970           | A > Lage (grt) und Oerlinghausen |
| Kaldenkirchen   | I1 35 112I   | 23.08.1946           | B; Landkreis, ab dem 01.10.1969 Kreis Kempen-Krefeld |
| Kaldenkirchen   | I1 35 112I   | 01.01.1970           | A > Brüggen und Nettetal (grt) |
| KalkarI         | 3 33 815     | 23.08.1946           | B; Landkreis Euskirchen |
| KalkarI         | 3 33 815     | 01.07.1969           | A > Bad Münstereifel |
| KalkarII        | 1 36 417     | 23.08.1946           | B; Kreis, bis 1969 Landkreis Kleve |
| KalkarII        | II1 36 113II | 01.07.1969           | E < Altkalkar, Appeldorn, Bylerward, Emmericher Eyland, Grieth, Hanselaer, Hönnepel, Neulouisendorf, Niedermörmter, Wissel und Wisselward |
| KalkarII        | 1 54 024     | 01.01.1975           | ÄNr |
| Kall            | 4 36 712     | 23.08.1946           | B; Kreis, bis 1969 Landkreis Schleiden |
| Kall            | 4 36 118     | 01.07.1969           | E < Golbach, Keldenich, Sistig, Sötenich, Urft, Wahlen, Wallenthal |
| Kall            | 3 33 121     | 01.01.1972           | TE < Gemünd; TA > Hellenthal (aus Wahlen), Mechernich (aus Wallenthal) und SchleidenI (aus Golbach und Kall); ÄK > Kreis Euskirchen; ÄB > Regierungsbezirk Köln                                                                                   |
| Kall            | 3 66 024     | 01.01.1975           | ÄNr |
| Kalldorf        | 7 37 148     | 21.01.1947           | ÄL < Lippe; Landkreis Lemgo |
| Kalldorf        | 7 37 148     | 01.07.1966           | TE < Forstbezirk Langenholzhausen |
| Kalldorf        | 7 37 148     | 01.01.1969           | A > Kalletal |
| Kallenhardt     | 8 36 416     | 23.08.1946           | B; Kreis, bis 1969 Landkreis Lippstadt |
| Kallenhardt     | 8 36 416     | 01.01.1975           | A > Rüthen |
| Kalletal        | II7 37 145II | 01.01.1969           | N < Asendorf, Bentorf, Brosen, Erder, Henstorf, Hohenhausen, Kalldorf, Langenholzhausen, Osterhagen, Stemmen, Talle, Varenholz und Westorf; TE < Bavenhausen, Heidelbeck, Lüdenhausen und Schwelentrup; Kreis, bis zum 30.09.1969 Landkreis Lemgo |
| Kalletal        | II7 37 145II | 01.01.1973           | ÄK > Kreis Lippe |
| Kalletal        | 7 66 036     | 01.01.1975           | ÄNr |
| Kallmuth        | 4 36 957     | 23.08.1946           | B; Landkreis Schleiden |
| Kallmuth        | 4 36 957     | 01.07.1969           | A > Mechernich |
| Kalterherberg   | 4 35 312     | 23.08.1946           | B; Kreis, bis 1969 Landkreis Monschau |
| Kalterherberg   | 4 35 312     | 01.04.1949           | ÄS > Belgien (U > Elsenborn) |
| Kalterherberg   | 4 35 312     | 28.08.1958           | ÄS < Belgien (TU < Elsenborn) |
| Kalterherberg   | 4 35 312     | 01.01.1972           | A > Monschau |
| Kamen           | 9 41 111     | 23.08.1946           | B; Kreis, bis 1969 Landkreis Unna |
| Kamen           | 9 41 111     | 01.01.1968           | E < Derne, Heeren-Werve, Methler, Rottum und Südkamen |
| Kamen           | 9 78 020     | 01.01.1975           | ÄKr |
| Kamp-Lintfort   | 2 37 112     | 23.08.1946           | B; Kreis, bis 1969 Landkreis Moers |
| Kamp-Lintfort   | 1 70 020     | 01.01.1975           | TE < Neukirchen-Vluyn und Rheinkamp; ÄK > Kreis Wesel |
| KapellenI       | I2 33 114I   | 23.08.1946           | B; Landkreis Geldern |
| KapellenI       | I2 33 114I   | 01.07.1969           | A > Geldern |
| KapellenII      | 1 34 612     | 23.08.1946           | B; Kreis, bis 1969 Landkreis Grevenbroich |
| KapellenII      | 1 34 612     | 01.01.1975           | A > Grevenbroich |
| KapellenIII     | 2 37 122     | 23.08.1946           | B; Kreis, bis 1969 Landkreis Moers |
| KapellenIII     | 2 37 122     | 01.01.1975           | A > Krefeld und Moers (grt) |
| Karken          | 4 37 711     | 23.08.1946           | B; Landkreis Geilenkirchen-Heinsberg |
| Karken          | 4 37 711     | 1951                 | NÄK > Selfkantkreis Geilenkirchen-Heinsberg |
| Karken          | 4 37 711     | 01.01.1972           | A > HeinsbergII |
| Kaster          | 3 31 811     | 23.08.1946           | B; Kreis, bis 1969 Landkreis Bergheim (Erft) |
| Kaster          | 3 31 811     | 01.10.1956           | E < Epprath und Morken-Harff |
| Kaster          | 3 31 811     | 01.01.1975           | A > Bedburg |
| Katrop          | 8 40 229     | 23.08.1946           | B; Landkreis Soest |
| Katrop          | 8 40 229     | 01.07.1969           | A > Soest |

#### Ke
| Gemeinde             | AGS          | Datum      | Kreiszugehörigkeit; Maßnahme |
| -------------------- | ------------ | ---------- | --- |
| Keeken               | 1 36 612     | 23.08.1946 | B; Landkreis Kleve |
| Keeken               | 1 36 612     | 01.07.1969 | A > Kleve |
| Keldenich            | 4 36 713     | 23.08.1946 | B; Landkreis Schleiden |
| Keldenich            | 4 36 713     | 01.07.1969 | A > Kall |
| Kellen               | 1 36 315     | 23.08.1946 | B; Landkreis Kleve |
| Kellen               | 1 36 315     | 01.07.1969 | A > Kleve |
| Kellinghausen        | 8 36 417     | 23.08.1946 | B; Kreis, bis 1969 Landkreis Lippstadt |
| Kellinghausen        | 8 36 417     | 01.01.1975 | A > Rüthen |
| Kelz                 | 4 32 959     | 23.08.1946 | B; Landkreis Düren |
| Kelz                 | 4 32 959     | 01.07.1969 | A > Vettweiß |
| KempenI              | 4 37 712     | 23.08.1946 | B; Landkreis Geilenkirchen-Heinsberg |
| KempenI              | 4 37 712     | 1951       | NÄK > Selfkantkreis Geilenkirchen-Heinsberg                                                                                                   |
| KempenI              | 4 37 712     | 01.01.1972 | A > HeinsbergII |
| KempenII             | II1 35 113II | 01.01.1970 | N < Hüls, Kempen (Niederrhein), Sankt Hubert, Sankt Tönis (t), Schmalbroich, Tönisberg und Vorst (t); Landkreis, ab 1969 Kreis Kempen-Krefeld |
| KempenII             | 1 66 012     | 01.01.1975 | TA > Krefeld (Hüls und aus Sankt Tönis); ÄK > Kreis Viersen                                                                                   |
| KempenII             | 1 66 012     | 01.07.1976 | GA < > Krefeld |
| Kempen (Niederrhein) | I1 35 113I   | 23.08.1946 | B; Landkreis, ab dem 01.10.1969 Kreis Kempen-Krefeld                                                                                          |
| Kempen (Niederrhein) | I1 35 113I   | 01.01.1970 | A > KempenII |
| Kempenfeldrom        | 7 36 813     | 23.08.1946 | B; Landkreis, ab dem 01.10.1969 Kreis Höxter                                                                                                  |
| Kempenfeldrom        | 7 36 813     | 01.01.1970 | A > Bad Meinberg-Horn |
| Keppeln              | 1 36 811     | 23.08.1946 | B; Landkreis Kleve |
| Keppeln              | 1 36 811     | 01.07.1969 | A > Uedem |
| Kerken               | II2 33 113II | 01.07.1969 | N < Aldekerk, Eyll, Nieukerk (grt), Stenden und Vernum (t); Kreis, bis zum 30.09.1969 Landkreis Geldern                                       |
| Kerken               | 1 54 028     | 01.01.1975 | ÄK > Kreis Kleve |
| Kerpen               | 3 31 712     | 23.08.1946 | B; Kreis, bis 1969 Landkreis Bergheim (Erft)                                                                                                  |
| Kerpen               | 3 62 032     | 01.01.1975 | E < Blatzheim, BuirI, Manheim und Mödrath; TE < Horrem, Sindorf und Türnich; ÄK > Erftkreis                                                   |
| Kerpen               | 3 62 032     | 01.11.2003 | NÄK > Rhein-Erft-Kreis |
| Kervendonk           | 2 33 311     | 23.08.1946 | B; Landkreis Geldern |
| Kervendonk           | 2 33 311     | 01.07.1969 | A > Kevelaer |
| Kervenheim           | 2 33 312     | 23.08.1946 | B; Landkreis Geldern |
| Kervenheim           | 2 33 312     | 01.07.1969 | A > Kevelaer |
| Kesbern              | 8 35 317     | 23.08.1946 | B; Kreis, bis 1969 Landkreis Iserlohn |
| Kesbern              | 8 35 317     | 01.07.1959 | TA > Altena |
| Kesbern              | 8 35 317     | 01.01.1975 | A > Iserlohn (grt) |
| Kessebüren           | 9 41 221     | 23.08.1946 | B; Landkreis Unna |
| Kessebüren           | 9 41 221     | 01.01.1968 | A > Unna |
| Kessel               | 1 36 215     | 23.08.1946 | B; Landkreis Kleve |
| Kessel               | 1 36 215     | 01.07.1969 | A > Goch |
| Kesternich           | 4 35 411     | 23.08.1946 | B; Kreis, bis 1969 Landkreis Monschau |
| Kesternich           | 4 35 411     | 01.01.1972 | A > Simmerath |
| Kettwig              | 2 32 114     | 23.08.1946 | B; Kreis, bis 1969 Landkreis Düsseldorf-Mettmann                                                                                              |
| Kettwig              | 2 32 114     | 01.01.1975 | A > Essen (grt) und Mülheim an der Ruhr |
| Kevelaer             | 2 33 411     | 23.08.1946 | B; Kreis, bis 1969 Landkreis Geldern |
| Kevelaer             | II2 33 114II | 01.07.1969 | E < Kervendonk, Kervenheim, Kleinkevelaer, Twisteden, Wetten und Winnekendonk                                                                 |
| Kevelaer             | 1 54 032     | 01.01.1975 | ÄK > Kreis Kleve |
| Keyenberg            | 4 33 414     | 23.08.1946 | B; Kreis, bis 1969 Landkreis Erkelenz |
| Keyenberg            | 4 33 414     | 01.01.1972 | A > Erkelenz |

#### Ki
| Gemeinde                 | AGS          | Datum        | Kreiszugehörigkeit; Maßnahme                                                                          |
| ------------------------ | ------------ | ------------ | --- |
| Kierdorf                 | 3 33 712     | 23.08.1946   | B; Landkreis Euskirchen                                                                               |
| Kierdorf                 | 3 33 712     | 01.07.1969   | A > Erftstadt                                                                                         |
| Kierspe                  | 8 31 311     | 23.08.1946   | B; Landkreis Altena                                                                                   |
| Kierspe                  | 8 31 117     | 01.01.1969   | E < Rönsahl; TE < Lüdenscheid-Land; TA > Halver; ÄK > Kreis, bis zum 30.09.1969 Landkreis Lüdenscheid |
| Kierspe                  | 9 62 028     | 01.01.1975   | TE < Klüppelberg; TA > Marienheide (aus Kierspe und Rönsahl); ÄK > Märkischer Kreis                   |
| Kinzweiler               | 4 31 124     | 23.08.1946   | B; Kreis, bis 1969 Landkreis Aachen                                                                   |
| Kinzweiler               | 4 31 124     | 01.01.1972   | A > Alsdorf und EschweilerI (grt)                                                                     |
| Kirchberg                | 4 34 413     | 23.08.1946   | B; Kreis, bis 1969 Landkreis Jülich                                                                   |
| Kirchberg                | 4 34 413     | 01.01.1972   | A > Jülich                                                                                            |
| Kirchborchen             | 7 40 414     | 23.08.1946   | B; Landkreis Paderborn                                                                                |
| Kirchborchen             | 7 40 414     | 01.07.1969   | A > Borchen                                                                                           |
| Kirchdornberg            | 7 31 314     | 23.08.1946   | B; Kreis, bis 1969 Landkreis Bielefeld                                                                |
| Kirchdornberg            | 7 31 314     | 01.01.1963   | TE < Isingdorf                                                                                        |
| Kirchdornberg            | 7 31 314     | 01.01.1973   | A > Bielefeld                                                                                         |
| Kirchheim                | 3 33 514     | 23.08.1946   | B; Landkreis Euskirchen                                                                               |
| Kirchheim                | 3 33 514     | 01.07.1969   | A > Bad Münstereifel und Euskirchen (grt)                                                             |
| Kirchhellen              | 6 37 114     | 23.08.1946   | B; Kreis, bis 1969 Landkreis Recklinghausen                                                           |
| Kirchhellen              | 6 37 114     | 01.01.1975   | A > Bottrop (grt) und Dorsten                                                                         |
| Kirchhellen              | 6 37 114     | 06.12.1975   | N < Bottrop (t) und Dorsten (t); Kreis Recklinghausen                                                 |
| Kirchhellen              | 6 37 114     | 01.07.1976   | A > Bottrop (grt) und Dorsten                                                                         |
| Kirchhoven               | 4 37 713     | 23.08.1946   | B; Landkreis Geilenkirchen-Heinsberg                                                                  |
| Kirchhoven               | 4 37 713     | 1951         | NÄK > Selfkantkreis Geilenkirchen-Heinsberg                                                           |
| Kirchhoven               | 4 37 713     | 01.01.1972   | A > HeinsbergII (grt) und Waldfeucht                                                                  |
| Kirchhundem              | 8 38 512     | 23.08.1946   | B; Kreis, bis 1969 Landkreis Olpe                                                                     |
| Kirchhundem              | 8 38 512     | 01.07.1966   | TE < Oberhundem                                                                                       |
| Kirchhundem              | 8 38 114     | 01.07.1969   | E < HeinsbergI, Kohlhagen, Oberhundem und Rahrbach; TE < Kirchveischede; TA > Lennestadt              |
| Kirchhundem              | 9 66 016     | 01.01.1975   | ÄNr                                                                                                   |
| Kirchlengern             | 7 35 512     | 23.08.1946   | B; Kreis, bis 1969 Landkreis Herford                                                                  |
| Kirchlengern             | 7 35 115     | 01.01.1969   | E < Häver, Klosterbauerschaft, Quernheim, Stift Quernheim und Rehmerloh; TE < Spradow und Südlengern  |
| Kirchlengern             | 7 58 020     | 01.01.1975   | ÄNr                                                                                                   |
| Kirchspiel Beckum        | 5 32 311     | 23.08.1946   | B; Landkreis Beckum                                                                                   |
| Kirchspiel Beckum        | 5 32 311     | 01.07.1969   | A > BeckumII (grt) und Neubeckum                                                                      |
| Kirchspiel Billerbeck    | 5 34 212     | 23.08.1946   | B; Landkreis Coesfeld                                                                                 |
| Kirchspiel Billerbeck    | 5 34 212     | 01.04.1960   | TA > Billerbeck                                                                                       |
| Kirchspiel Billerbeck    | 5 34 212     | 01.07.1969   | A > BillerbeckI                                                                                       |
| Kirchspiel Coesfeld      | 5 34 113     | 23.08.1946   | B; Landkreis Coesfeld                                                                                 |
| Kirchspiel Coesfeld      | 5 34 113     | 31.12.1961   | TE < Coesfeld                                                                                         |
| Kirchspiel Coesfeld      | 5 34 113     | 01.07.1969   | A > Coesfeld                                                                                          |
| Kirchspiel Drensteinfurt | 5 35 312     | 23.08.1946   | B; Landkreis Lüdinghausen                                                                             |
| Kirchspiel Drensteinfurt | 5 35 312     | 01.07.1969   | A > Drensteinfurt                                                                                     |
| Kirchspiel Dülmen        | 5 34 411     | 23.08.1946   | B; Kreis, bis 1969 Landkreis Coesfeld                                                                 |
| Kirchspiel Dülmen        | 5 34 411     | 01.07.1950   | TA > Rorup                                                                                            |
| Kirchspiel Dülmen        | 5 34 411     | 01.01.1975   | A > Dülmen (grt) und Haltern                                                                          |
| Kirchspiel Freckenhorst  | 5 40 311     | 23.08.1946   | B; Landkreis Warendorf                                                                                |
| Kirchspiel Freckenhorst  | 5 40 311     | 01.01.1964   | TA > Stadt Freckenhorst                                                                               |
| Kirchspiel Freckenhorst  | 5 40 311     | 01.01.1969   | A > Freckenhorst                                                                                      |
| Kirchspiel Gemen         | 5 33 211     | 23.08.1946   | B; Landkreis Borken                                                                                   |
| Kirchspiel Gemen         | 5 33 211     | 01.07.1969   | A > Borken                                                                                            |
| Kirchspiel Haltern       | 6 37 311     | 23.08.1946   | B; Kreis, bis 1969 Landkreis Recklinghausen                                                           |
| Kirchspiel Haltern       | 6 37 311     | 01.01.1975   | A > Dülmen und Haltern (grt)                                                                          |
| Kirchspiel Oelde         | 5 32 511     | 23.08.1946   | B; Landkreis Beckum                                                                                   |
| Kirchspiel Oelde         | 5 32 511     | 01.07.1949   | TE < Ennigerloh                                                                                       |
| Kirchspiel Oelde         | 5 32 511     | 01.10.1953   | TE < Nordrheda-Ems                                                                                    |
| Kirchspiel Oelde         | 5 32 511     | 01.01.1970   | A > Oelde                                                                                             |
| Kirchspiel Olfen         | 5 35 712     | 23.08.1946   | B; Kreis, bis 1969 Landkreis Lüdinghausen                                                             |
| Kirchspiel Olfen         | 5 35 712     | 01.01.1975   | A > Olfen                                                                                             |
| Kirchspiel Ramsdorf      |              | 23.08.1946   | B; Landkreis Borken                                                                                   |
| Kirchspiel Ramsdorf      | 01.04.1959   | A > Ramsdorf | |
| Kirchspiel Schöppingen   | 5 31 412     | 23.08.1946   | B; Landkreis Ahaus                                                                                    |
| Kirchspiel Schöppingen   | 5 31 412     | 01.07.1969   | A > Schöppingen                                                                                       |
| Kirchspiel Sendenhorst   | 5 32 612     | 23.08.1946   | B; Landkreis Beckum                                                                                   |
| Kirchspiel Sendenhorst   | 5 32 612     | 01.01.1968   | A > Sendenhorst                                                                                       |
| Kirchspiel Stadtlohn     | II5 31 511II | 01.08.1964   | N < Almsick, Estern-Büren, Hengeler-Wendfeld, Hundewick und Wessendorf                                |
| Kirchspiel Stadtlohn     | II5 31 511II | 01.07.1969   | A > Stadtlohn                                                                                         |
| Kirchspiel Telgte        | 5 36 511     | 23.08.1946   | B; Landkreis Münster                                                                                  |
| Kirchspiel Telgte        | 5 36 511     | 01.07.1968   | A > Telgte                                                                                            |
| Kirchspiel Wolbeck       |              | 23.08.1946   | B; Landkreis Münster                                                                                  |
| Kirchspiel Wolbeck       | 01.04.1957   | A > Wolbeck  | |
| Kirchveischede           | 8 38 313     | 23.08.1946   | B; Landkreis Olpe                                                                                     |
| Kirchveischede           | 8 38 313     | 01.07.1969   | A > Kirchhundem, Lennestadt und OlpeI                                                                 |
| Kirchwelver              |              | 23.08.1946   | B; Landkreis Soest                                                                                    |
| Kirchwelver              | 01.04.1957   | A > Welver   | |

#### Kl und Kn
| Gemeinde           | AGS          | Datum      | Kreiszugehörigkeit; Maßnahme |
| ------------------ | ------------ | ---------- | --- |
| Klafeld            | a8 39 815a   | 23.08.1946 | B; Landkreis Siegen |
| Klafeld            | a8 39 815a   | 01.10.1958 | TE < SohlbachII (Amt Weidenau) |
| Klafeld            | a8 39 815a   | 11.06.1963 | NÄ > Geisweid |
| Kleekamp           | 7 34 217     | 23.08.1946 | B; Landkreis Halle (Westfalen) |
| Kleekamp           | 7 34 217     | 01.07.1969 | A > Borgholzhausen |
| Kleinbüllesheim    | 3 33 515     | 23.08.1946 | B; Landkreis Euskirchen |
| Kleinbüllesheim    | 3 33 515     | 01.07.1969 | A > Euskirchen |
| Kleinenberg        | 7 32 418     | 23.08.1946 | B; Kreis, bis 1969 Landkreis Büren |
| Kleinenberg        | 7 32 418     | 01.01.1975 | A > Lichtenau |
| Kleinenbreden      | 7 36 918     | 23.08.1946 | B; Landkreis, ab dem 01.10.1969 Kreis Höxter |
| Kleinenbreden      | 7 36 918     | 01.01.1970 | A > Marienmünster |
| Kleinenbremen      | 7 39 416     | 23.08.1946 | B; Kreis, bis 1969 Landkreis Minden |
| Kleinenbremen      | 7 39 416     | 01.01.1973 | A > Porta Westfalica |
| Kleinenbroich      | 1 34 123     | 23.08.1946 | B; Kreis, bis 1969 Landkreis Grevenbroich |
| Kleinenbroich      | 1 34 123     | 01.01.1975 | A > Kaarst, Korschenbroich (grt) und Willich |
| Kleinendorf        | 7 38 812     | 23.08.1946 | B; Kreis, bis 1969 Landkreis Lübbecke |
| Kleinendorf        | 7 38 812     | 01.01.1973 | A > Rahden |
| Kleinenmarpe       | 7 33 156     | 21.01.1947 | ÄL < Lippe; Landkreis, ab dem 01.10.1969 Kreis Detmold                                                                                                |
| Kleinenmarpe       | 7 33 156     | 01.01.1970 | A > Blomberg |
| Kleinhau           | 4 32 916     | 23.08.1946 | B; Landkreis Düren |
| Kleinhau           | 4 32 916     | 01.07.1969 | A > Hürtgenwald |
| Kleinkevelaer      | 2 33 412     | 23.08.1946 | B; Landkreis Geldern |
| Kleinkevelaer      | 2 33 412     | 01.07.1969 | A > Kevelaer |
| Klein-Netterden    | 1 38 214     | 23.08.1946 | B; Landkreis Rees |
| Klein-Netterden    | 1 38 214     | 01.07.1969 | A > Emmerich |
| Klein Reken        | 5 33 314     | 23.08.1946 | B; Landkreis Borken |
| Klein Reken        | 5 33 314     | 01.07.1969 | A > Reken |
| Kleusheim          | 8 38 611     | 23.08.1946 | B; Landkreis Olpe |
| Kleusheim          | 8 38 611     | 01.07.1969 | A > OlpeI |
| Kleve              | I1 36 112I   | 23.08.1946 | B; Kreis, bis 1969 Landkreis Kleve |
| Kleve              | II1 36 114II | 01.07.1969 | E < Brienen, Donsbrüggen, Griethausen, Keeken, Kellen, Materborn, Rindern, Salmorth, Warbeyen und Wardhausen; TE < Hau, Reichswalde und Schneppenbaum |
| Kleve              | 1 54 036     | 01.01.1975 | ÄNr |
| Klieve             | 8 36 215     | 23.08.1946 | B; Kreis, bis 1969 Landkreis Lippstadt |
| Klieve             | 8 36 215     | 01.01.1975 | A > Anröchte |
| Klosterbauerschaft | 7 35 513     | 23.08.1946 | B; Landkreis Herford |
| Klosterbauerschaft | 7 35 513     | 01.01.1969 | A > Kirchlengern |
| Klotingen          | 8 40 231     | 23.08.1946 | B; Landkreis Soest |
| Klotingen          | 8 40 231     | 01.01.1969 | A > Welver |
| Klüppelberg        | 3 36 115     | 23.08.1946 | B; Rheinisch-Bergischer Kreis |
| Klüppelberg        | 3 36 115     | 01.01.1975 | A > Marienheide und Wipperfürth |
| Klüt               |              |            | → Dehlentrup |
| Kneblinghausen     | 8 36 418     | 23.08.1946 | B; Kreis, bis 1969 Landkreis Lippstadt |
| Kneblinghausen     | 8 36 418     | 01.01.1975 | A > Rüthen |

#### Ko
| Gemeinde            | AGS          | Datum      | Kreiszugehörigkeit; Maßnahme |
| ------------------- | ------------ | ---------- | --- |
| Kohlhagen           | 8 38 513     | 23.08.1946 | B; Landkreis Olpe |
| Kohlhagen           | 8 38 513     | 01.07.1969 | A > Kirchhundem |
| Kohlscheid          | 4 31 125     | 23.08.1946 | B; Kreis, bis 1969 Landkreis Aachen |
| Kohlscheid          | 4 31 125     | 01.01.1972 | A > Herzogenrath |
| Kohlstädt           | 7 33 157     | 21.01.1947 | ÄL < Lippe; Landkreis, ab dem 01.10.1969 Kreis Detmold |
| Kohlstädt           | 7 33 157     | 01.01.1970 | A > Schlangen |
| Kölkebeck           | 7 34 321     | 23.08.1946 | B; Kreis, bis 1969 Landkreis Halle (Westfalen) |
| Kölkebeck           | 7 34 321     | 01.01.1973 | A > Halle (Westfalen) (grt) und Versmold |
| Kollerbeck          | 7 36 919     | 23.08.1946 | B; Landkreis, ab dem 01.10.1969 Kreis Höxter |
| Kollerbeck          | 7 36 919     | 01.01.1970 | A > Marienmünster |
| Köln                | 3 12 000     | 23.08.1946 | B; kreisfreie Stadt, bis 1953 Stadtkreis Köln |
| Köln                | 3 15 000     | 01.01.1975 | E < Porz am Rhein und Rodenkirchen; TE < Bornheim (aus Sechtem), Brauweiler, Frechen, Hürth, LövenichII, Pulheim, Sinnersdorf und Wesseling; TA > Dormagen und Leverkusen |
| Köln                | 3 15 000     | 01.07.1976 | TA > Wesseling |
| Kommern             | I3 33 114I   | 23.08.1946 | B; Landkreis Euskirchen |
| Kommern             | I3 33 114I   | 01.07.1969 | A > Veytal |
| Königshoven         | 3 31 812     | 23.08.1946 | B; Kreis, bis 1969 Landkreis Bergheim (Erft) |
| Königshoven         | 3 31 812     | 01.01.1975 | A > Bedburg |
| Königswinter        | I3 37 112I   | 23.08.1946 | B; Siegkreis |
| Königswinter        | II3 37 117II | 01.08.1969 | E < Heisterbacherrott, Ittenbach, Niederdollendorf, Oberdollendorf und Oberpleis; TE < Oberkassel und Stieldorf; ÄK > Rhein-Sieg-Kreis                                    |
| Königswinter        | 3 82 024     | 01.01.1975 | ÄNr |
| Konzen              | 4 35 213     | 23.08.1946 | B; Kreis, bis 1969 Landkreis Monschau |
| Konzen              | 4 35 213     | 01.01.1972 | A > Monschau (grt) und Simmerath |
| KörbeckeI           | 8 40 419     | 23.08.1946 | B; Landkreis Soest |
| KörbeckeI           | 8 40 419     | ?          | NÄ > Körbecke (Möhnesee) |
| KörbeckeII          | 7 41 217     | 23.08.1946 | B; Kreis, bis 1969 Landkreis Warburg |
| KörbeckeII          | 7 41 217     | 01.01.1975 | A > Borgentreich |
| Körbecke (Möhnesee) | 8 40 419     | ?          | NÄ < KörbeckeI; Landkreis Soest |
| Körbecke (Möhnesee) | 8 40 419     | 01.07.1969 | A > Möhnesee |
| Kornelimünster      | 4 31 126     | 23.08.1946 | B; Kreis, bis 1969 Landkreis Aachen |
| Kornelimünster      | 4 31 126     | 01.01.1972 | A > Aachen (grt) und Stolberg (Rheinland) |
| Körrenzig           | 4 34 617     | 23.08.1946 | B; Landkreis Jülich |
| Körrenzig           | 4 34 617     | 01.07.1969 | A > Linnich |
| Korschenbroich      | 1 34 811     | 23.08.1946 | B; Kreis, bis 1969 Landkreis Grevenbroich |
| Korschenbroich      | 1 62 020     | 01.01.1975 | E < Liedberg und PeschI; TE < GlehnI, Kleinenbroich und Rheydt; ÄK > Kreis Neuss                                                                                          |
| Korschenbroich      | 1 62 020     | 01.07.2003 | NÄK > Rhein-Kreis Neuss |
| Koslar              | 4 34 516     | 23.08.1946 | B; Kreis, bis 1969 Landkreis Jülich |
| Koslar              | 4 34 516     | 01.01.1972 | A > Jülich |
| Köterberg           | 7 33 158     | 21.01.1947 | ÄL < Lippe; Landkreis, ab dem 01.10.1969 Kreis Detmold |
| Köterberg           | 7 33 158     | 01.01.1970 | A > Lügde |

#### Kr
| Gemeinde               | AGS      | Datum      | Kreiszugehörigkeit; Maßnahme |
| ---------------------- | -------- | ---------- | --- |
| Kranenburg             | 1 36 511 | 23.08.1946 | B; Kreis, bis 1969 Landkreis Kleve |
| Kranenburg             | 1 36 115 | 01.07.1969 | E < Mehr, Niel, Wyler und Zyfflich |
| Kranenburg             | 1 54 040 | 01.01.1975 | ÄNr |
| Krechting              | 5 33 612 | 23.08.1946 | B; Landkreis Borken |
| Krechting              | 5 33 612 | 01.01.1960 | GA < > Rhede |
| Krechting              | 5 33 612 | 01.08.1968 | A > Rhede |
| Kredenbach             | 8 39 418 | 23.08.1946 | B; Landkreis Siegen |
| Kredenbach             | 8 39 418 | 01.01.1969 | A > Hilchenbach und Kreuztal (grt) |
| Krefeld                | 1 14 000 | 23.08.1946 | B; Kreisfreie Stadt, bis 1953 Stadtkreis Krefeld |
| Krefeld                | 1 14 000 | 01.01.1970 | TE < Vorst und Willich |
| Krefeld                | 1 14 000 | 01.01.1975 | TE < KapellenIII, KempenII (Hüls und aus Sankt Tönis) und Rumeln-Kaldenhausen                                                                                               |
| Krefeld                | 1 14 000 | 01.07.1976 | GA < > KempenII |
| Krentrup               | 7 37 149 | 21.01.1947 | ÄL < Lippe; Landkreis Lemgo |
| Krentrup               | 7 37 149 | 01.01.1969 | A > Leopoldshöhe |
| Kreuzau                | 4 32 514 | 23.08.1946 | B; Kreis, bis 1969 Landkreis Düren |
| Kreuzau                | 4 32 514 | 01.07.1969 | E < Bogheim, Boich-Leversbach, Drove, Stockheim, Thum, Üdingen und Winden                                                                                                   |
| Kreuzau                | 4 32 118 | 01.01.1972 | E < Obermaubach-Schlagstein und Untermaubach; TE < Hürtgenwald (aus Straß) und Lendersdorf (aus Berzbuir-Kufferath und Lendersdorf-Krauthausen); TA > Düren (aus Stockheim) |
| Kreuzau                | 3 39 116 | 01.08.1972 | ÄB > Regierungsbezirk Köln |
| Kreuzau                | 3 58 028 | 01.01.1975 | ÄNr |
| Kreuztal               | 8 39 419 | 23.08.1946 | B; Kreis, bis 1969 Landkreis Siegen |
| Kreuztal               | 8 39 419 | 01.12.1953 | TE < Fellinghausen |
| Kreuztal               | 8 39 117 | 01.01.1969 | E < Burgholdinghausen, Buschhütten, Eichen, Fellinghausen, Ferndorf, Krombach, Littfeld, Mittelhees, Oberhees und Osthelden; TE < Dahlbruch und Kredenbach                  |
| Kreuztal               | 9 70 024 | 01.01.1975 | ÄNr |
| Kreuztal               | 9 70 024 | 01.01.1984 | NÄK > Kreis Siegen-Wittgenstein |
| Kreuzweingarten-Rheder | 3 33 816 | 23.08.1946 | B; Landkreis Euskirchen |
| Kreuzweingarten-Rheder | 3 33 816 | 01.07.1969 | A > Euskirchen |
| Krewinkel-Wiltrop      | 8 40 616 | 23.08.1946 | B; Landkreis Soest |
| Krewinkel-Wiltrop      | 8 40 616 | 01.07.1969 | A > Lippetal |
| Krombach               | 8 39 421 | 23.08.1946 | B; Landkreis Siegen |
| Krombach               | 8 39 421 | 01.07.1964 | GA < > Eichen |
| Krombach               | 8 39 421 | 01.01.1969 | A > Kreuztal |
| Krommert               | 5 33 613 | 23.08.1946 | B; Landkreis Borken |
| Krommert               | 5 33 613 | 01.08.1968 | A > Rhede |
| Kronenburg             | 4 36 914 | 23.08.1946 | B; Landkreis Schleiden |
| Kronenburg             | 4 36 914 | 01.07.1969 | A > Dahlem |
| Krudenburg             | 2 38 716 | 23.08.1946 | B; Kreis, bis 1969 Landkreis Rees |
| Krudenburg             | 2 38 716 | 01.01.1975 | A > Hünxe |

#### Ku
| Gemeinde           | AGS      | Datum      | Kreiszugehörigkeit; Maßnahme                                    |
| ------------------ | -------- | ---------- | --------------------------------------------------------------- |
| Kuchenheim         | 3 33 516 | 23.08.1946 | B; Landkreis Euskirchen                                         |
| Kuchenheim         | 3 33 516 | 01.07.1969 | A > Euskirchen                                                  |
| Kückhoven          | 4 33 313 | 23.08.1946 | B; Kreis, bis 1969 Landkreis Erkelenz                           |
| Kückhoven          | 4 33 313 | 01.01.1972 | A > Erkelenz                                                    |
| Kühlsen            | 7 41 317 | 23.08.1946 | B; Kreis, bis 1969 Landkreis Warburg                            |
| Kühlsen            | 7 41 317 | 01.01.1975 | A > Bad Driburg                                                 |
| Kükenbruch         | 7 37 151 | 21.01.1947 | ÄL < Lippe; Landkreis Lemgo                                     |
| Kükenbruch         | 7 37 151 | 01.01.1969 | A > Extertal                                                    |
| Künsebeck          | 7 34 322 | 23.08.1946 | B; Kreis, bis 1969 Landkreis Halle (Westfalen)                  |
| Künsebeck          | 7 34 322 | 01.01.1973 | A > Halle (Westfalen)                                           |
| Kunst Wittgenstein | 8 42 423 | 23.08.1946 | B; Kreis, bis 1969 Landkreis Wittgenstein                       |
| Kunst Wittgenstein | 8 42 423 | 10.08.1952 | TE < Gutsbezirk Sayn-Wittgenstein-Hohenstein                    |
| Kunst Wittgenstein | 8 42 423 | 01.01.1975 | A > Laasphe                                                     |
| Küntrop            | 8 32 219 | 23.08.1946 | B; Landkreis Arnsberg                                           |
| Küntrop            | 8 32 219 | 01.01.1969 | A > Neuenrade                                                   |
| Kürten             | 3 36 312 | 23.08.1946 | B; Rheinisch-Bergischer Kreis                                   |
| Kürten             | 3 78 012 | 01.01.1975 | TE < Bechen, Bensberg, Lindlar, Odenthal, OlpeII und Wipperfeld |
| Küstelberg         | 8 33 415 | 23.08.1946 | B; Landkreis Brilon                                             |
| Küstelberg         | 8 33 415 | 01.07.1969 | A > Medebach                                                    |
| Kutenhausen        | 7 39 516 | 23.08.1946 | B; Kreis, bis 1969 Landkreis Minden                             |
| Kutenhausen        | 7 39 516 | 01.01.1973 | A > Minden                                                      |